# جغرافيا عمان
تقع سلطنة عُمان في جنوب غرب آسيا في أقصى جنوب شرق شبه الجزيرة العربية على الساحل الجنوبي الشرقي على حدود بحر العرب وخليج عُمان والخليج العربي بين اليمن والإمارات العربية المتحدة. كان ساحل عُمان جزءًا مهمًا في الإمبراطورية العُمانية والسلطنة.
تمتد سواحل عُمان على مسافة 3165 كلم من مضيق هرمز في الشمال وحتى الحدود مع اليمن، وتطل بذلك على بحار ثلاثة هي: بحر العرب، بحر عُمان، والخليج العربي. يحدها من ناحية الغرب دولة الإمارات العربية المتحدة (طولها 410 كم) والمملكة العربية السعودية (طولها 676 كم)، ومن الجنوب الجمهورية اليمنية (طولها 288 كم) ومن الشمال مضيق هرمز، ومن الشرق بحر العرب.
تتواجد عُمان بين خطي عرض 16° 40' و 20' 26° شمالا وبين خطي طول 50' 51°و 40' °59 شرقًا.
تبلغ مساحة عُمان ما يقارب 309,500 كم² وبذلك تكون ثالث أكبر دولة في شبه الجزيرة العربية بعد المملكة العربية السعودية واليمن، وهذا يضع سلطنة عُمان ضمن مجموعة الدول المتوسطة المساحة؛ أي أنَّ مساحتها قريبة من مساحة كل من ايطاليا والفلبين وبولندا وأقل قليلاً من مساحة اليابان، إلا أنها أكبر من مساحة المملكة المتحدة وأكبر من دولة الإمارات العربية المتحدة والبحرين وقطر والكويت مجتمعة، وأكبر كذلك من مساحة سوريا والأردن ولبنان مجتمعة. ويتبع سلطنة عُمان مجموعة من الجزر معظمها عبارة عن نتوءات صخرية في عرض البحر، أكبر هذه الجزر من حيث المساحة هي جزيرة مصيرة في بحر العرب المأهولة بالسكان.

## الخصائص

### الموقع الفلكي

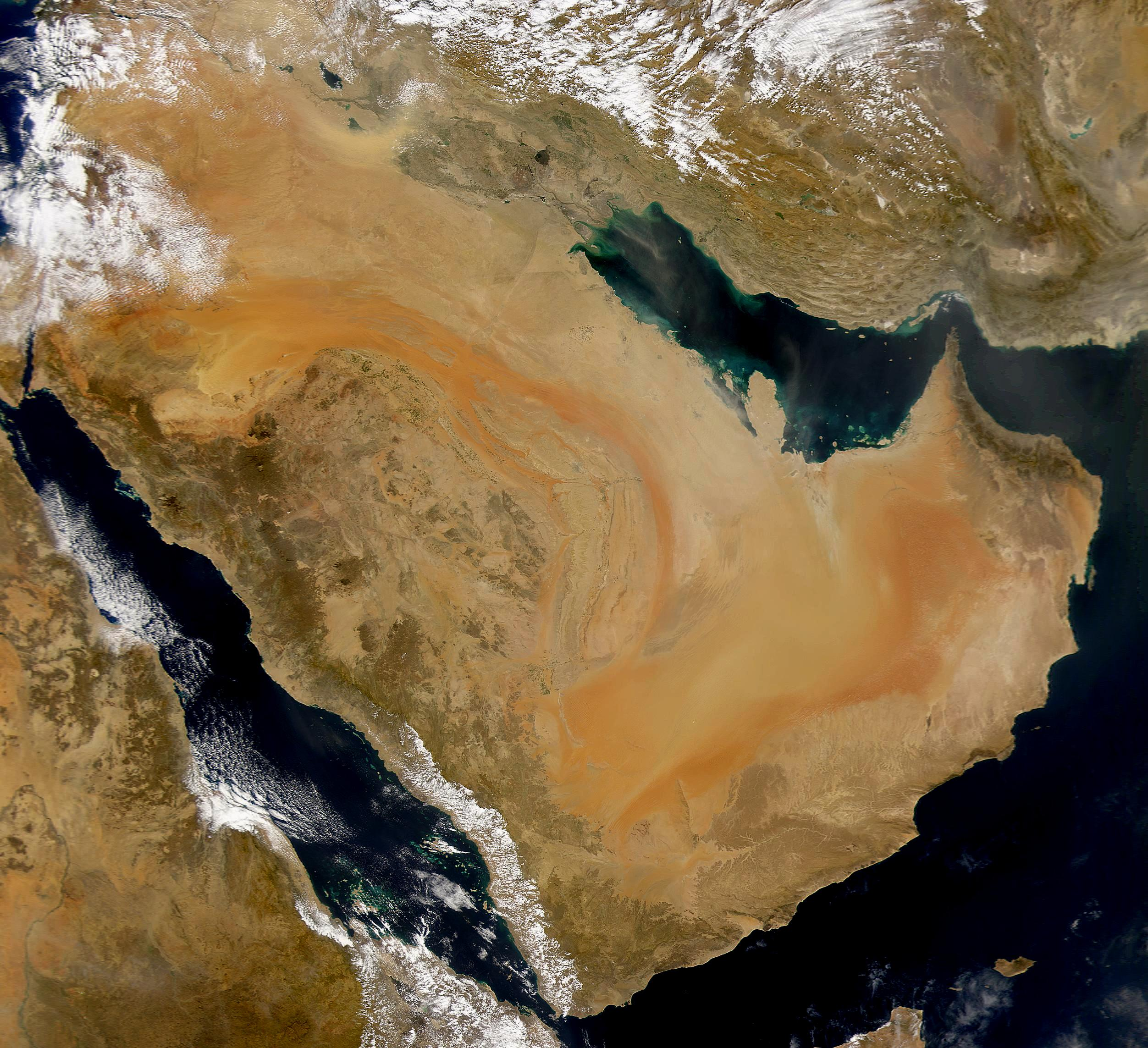
صورة فضائية لشبه الجزيرة العربية، تظهر سلطنة عُمان في أقصى الجنوب الشرقي.

تقع سلطنة عُمان بين دائرتي عرض (39 °16) و (31 °26) شمال دائرة الاستواء وهو ما يعني وقوعها في أكثر الأقاليم المناخية تطرفًا من حيث الجفاف وارتفاع درجات الحرارة، يمر مدار السرطان (5 °23 شمالًا) بأجزائها الشمالية وتحديدًا عند مدينة مسقط، ولأن مداري السرطان والجدي يمثلان الحدين الشمالي والجنوبي للنطاق الذي تتعامد عليه الشمس، لذا فإن أشعة الشمس تصل إلى أراضي عُمان عمودية وشبه عمودية معظم أيام السنة. كما أنَّ جميع الأجزاء الممتدة من مدينة مسقط حتى أقصى الجنوب تتعرض لتعامد الشمس مرتين في السنة؛ مرّة عند تحرك الشمس ظاهريًا من خط الاستواء نحو مدار السرطان بداية من 1 مارس، ومرّة عند عودتها نحوه بعد تعامدها على مسقط في الإنقلاب الصيفي (1 يونيو من كل سنة)، ولذلك تعتبر هذه المناطق أكثر تلقيًا لأشعة الشمس طيلة أيام السنة حيث يبلغ المتوسط اليومي لساعات سطوع الشمس في عُمان حوالي 10 ساعات، وهكذا تكاد البلاد تعيش في فصل صيف دائم.
الموقع الجغرافي لسلطنة عُمان جعلها ضمن نطاق تطغى عليه الرياح الشرقية، باستثناء ما يشهده جنوبها من رياح موسمية جنوبية غربية خلال الصيف الشمالي، ذلك أنَّ امتداد سلطنة عُمان جنوبًا حتى دائرة عرض 39 °16 شمال خط الاستواء يجعل الأجزاء الجنوبية قريية من تأثير الرياح الموسمية الجنوبية الغربية التي تهب من المحيط الهندي وبحر العرب لتؤثر على معظم السواحل العُمانية المواجهة لها. أمَّا إحداثيات سلطنة عُمان الطولية (00 °52) و (50 ° 59) شرقًا فجعلت أرض عُمان في البرج الزمني الرابع إلى الشرق من خط الطول أو ما يُعبّر عنه بخط غرينتش فيكون فيها التوقيت (+ 4) مقارنة بالتوقيت العالمي الموحد.

### الموقع الجغرافي
تمتد سلطنة عُمان جغرافيًا في أقصى الجنوب الشرقي لشبه الجزيرة العربية على شكل شبه جزيرة ذات ثلاث واجهات بحرية مترابطة. يحدها من الغرب بحر من الرمال متمثلًا في صحراء الربع الخالي، ويُقدر طول سواحلها بحوالي 3168 كم مع سواحل الجزر والأخوار، وبذلك فهي تطل على الخليج العربي من جهة الشمال حيث شبه جزيرة مسندم التي تتحكم بهيمنة واضحة على مضيق هرمز. وتظهر شبه جزيرة مسندم على شكل رأس من الجبال الوعرة داخل البحر، وهي منفصلة عن الوطن الأم ولا يربطها به سوى الطرق البرية التي تخترق أراضي دولة الإمارات العربية المتحدة فضلًا عن الطرق البحرية والجوية، ومع ذلك فإنَّ هذه العزلة لم تؤثر كثيرًا في عمليات التنمية وتوفير الخدمات لسكان المحافظة.

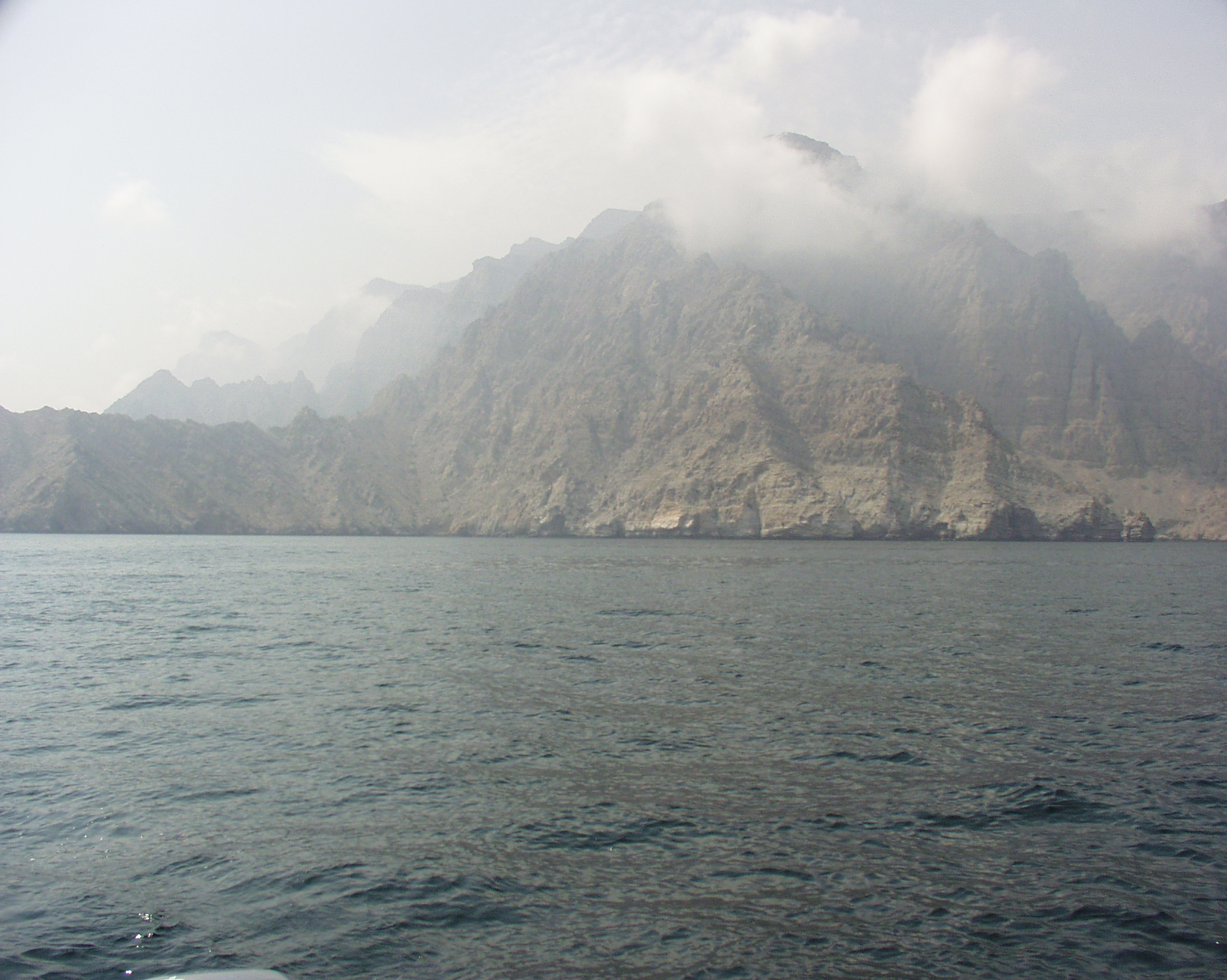
شبه جزيرة مسندم كما تظهر من البحر

ومن جهة الشرق والشمال الشرقي فإنها تطل على بحر عُمان الذي قامت على سواحله ومنذ القدم عدة موانئّ طبيعية نشطة مثل صحار ومسقط وصور، أمَّا من جهة الجنوب والجنوب الشرقي فهي تطل على بحر العرب، وهو بحر مفتوح يوصل إلى البحر الأحمر، كما يربط المحيط الهندي بالمحيط الأطلسي عبر رأس الرجاء الصالح. ومن هذا الموقع تسيطر سلطنة عُمان على أقدم وأهم الطرق التجارية البحرية في العالم وهو الطريق البحري بين الخليج العربي والمحيط الهندي، ومن هذا الموقع أيضًا اتصلت طرق القوافل عبر شبه الجزيرة العربية لتربط ما بين غربها وشرقها وشمالها وجنوبها.
وعلى الرغم من أنَّ موقع سلطنة عُمان يجمع بين الصفة القارية والصفة البحرية، إلَّا أنَّ الغلبة كانت دائمًا للواجهات البحرية، وذلك لما يتميز به الموقع البري من تضاريس صعبة الاختراق كالمناطق الجبلية عالية الارتفاع والصحاري الرملية شديدة الجفاف، إضافة إلى ما تميز به الموقع البري من ندرة في الموارد الحيوية وصعوبة الظروف المناخية، وعلى هذا الأساس فإن عُمان تعد دولة تغلب عليها صفة التوجه البحري ذلك لأنَّ معظم حدودها بحرية أو محيطية.
ومن الظواهر الجغرافية المحيطة بعُمان والمؤثرة فيها مناخيًا وحضاريًا هو الخليج العربي الذي يُرطب الهواء ويغذي المنخفضات الجوية العابرة والصحراء العربية الممتدة على معظم أجزاء شبه جزيرة العربية والتي تكون غالبًا مصدرًا للرياح الجافة والحارة والمحملة بالغبار والأتربة، خاصة حين يسود فيها مرتفع جوي مرسل للرياح. كما يمكن ذكر اليابس الآسيوي الذي يرسل رياحًا باردة وجافة نحو الخليج العربي خلال الشتاء الشمالي، ويجذب الهواء الحار الرطب من المحيط الهندي خلال الصيف الشمالي متسببًا في ظهور الرياح الموسمية العربية وهي فرع من الرياح الموسمية الهندية والتي تؤثر على الأطراف الشرقية لسلطنة عُمان وخاصة على جنوبها الشرقي بمحافظة ظفار مشكلة ما يُعرف بخريف صلالة.

### الأهمية الجغرافية

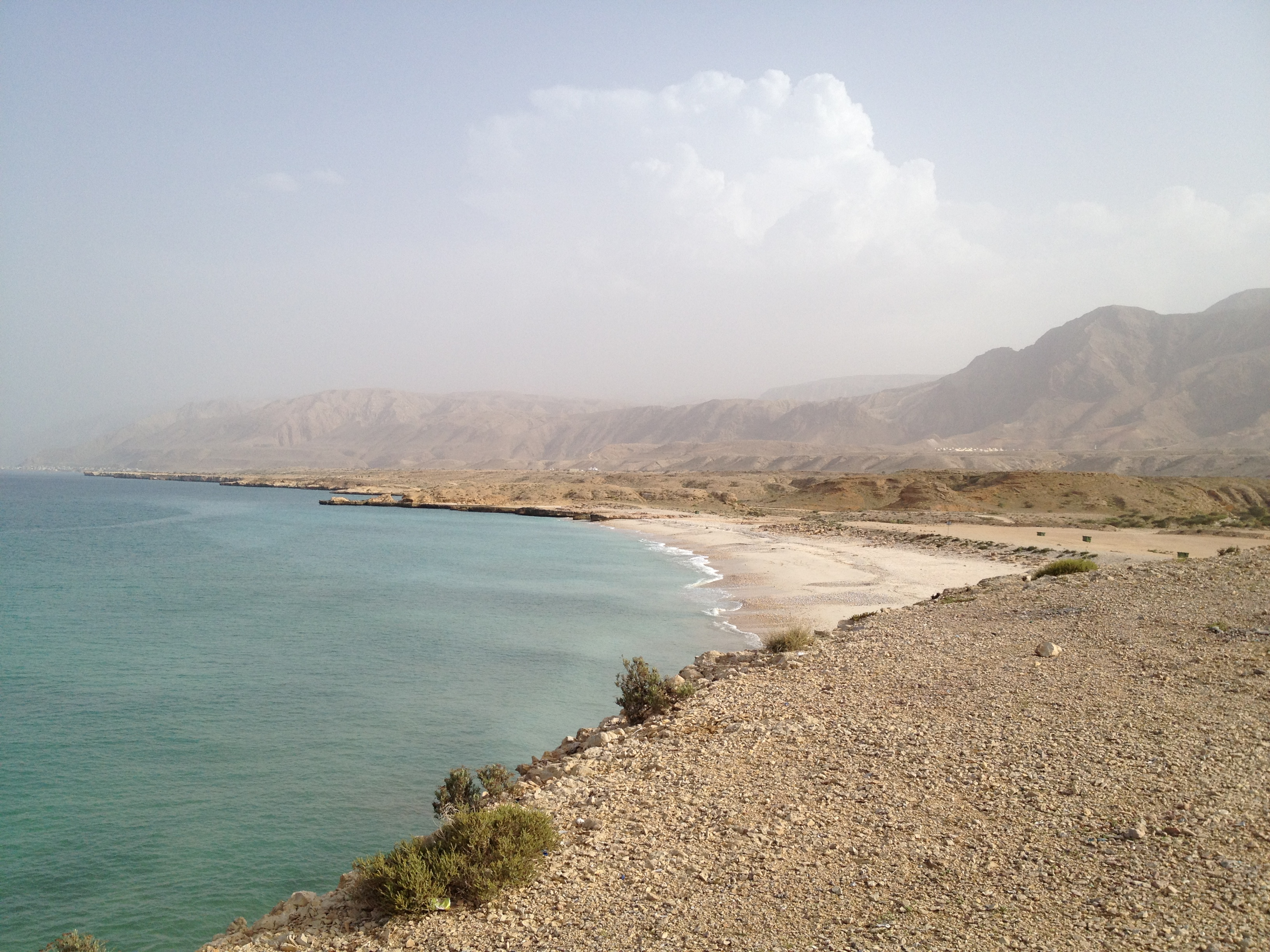
الشاطئ الأبيض في محافظة مسقط

كان البحر عاملًا مؤثرًا في اقتصاد عُمان منذ أقدم العصور، وكان النشاط البحري أكثر أعمدة الاقتصاد العماني أهمية، إذ قامت الموانىّ الطبيعية النشطة على طول السواحل العمانية مثل ميناء صحار الذي كان يُصدر منه معدن النحاس وميناء سمهرم على ساحل ظفار الذي كان منفذًا لتجارة اللبان والبخور ترسو فيه السفن القادمة من شرق أفريقيا وشبه القارة الهندية وذلك في الألف الثاني قبل الميلاد. كما ازدهرت صناعة السفن في هذه الموانئّ وكان ملاحوها التجار يجوبون البحار والمحيطات فنقلوا السلع التجارية من شواطئ المحيط الهندي إلى موانئ سومر في الخليج العربي وإلى موانئ شرق البحر الأبيض المتوسط.
أمَّا في القرن العاشر الميلادي فقد كانت صحار (كما وصفها الجفرافيون المسلمون) من أغنى موانئ العالم الإسلامي، وذكر ابن حوقل أنَّ تُجار صحار وتجارتها لا تدخل تحت حصر، كما ذكر المقدسي أنَّ صحار كانت المدخل إلى الصين وأنها مخزن تجارة العراق والشرق، وبحكم موقع عُمان فقد كانت منذ القدم مركزًا هامًا للتبادل التجاري وتخزين السلع التجارية المنقولة بحرًا إلى موانئها. وقد ساعدت الرياح الموسمية الجنوبية الغربية (صيفًا) والشمالية الشرقية (شتاءًا) من جهة، وطبيعة السواحل العمانية متعددة الرؤوس والخلجان (الخيران) من جهة أخرى في تعدد الموانئ وتنشيط الحركة التجارية البحرية.
أمَّا في الوقت الحاضر فقد اكتسب الموقع الجغرافي لعُمان أهمية كبيرة إذ جعلها مركزًا متوسطًا بين دول العالم تربط مباشرة بين ثلاث قارات كبرى هي آسيا وأفريقيا وأوروبا، فضلًا عن بقية قارات العالم التي تتصل بها عبر خطوط النقل البحري الكبرى، مما أهلها لأنْ تكون مركزًا للتجارة الدولية ومحطة عبور للبضائع والأفراد. وانطلاقاً من السياسة الاستراتيجية لسلطنة عُمان الرامية إلى تنويع مصادر الدخل وتنشيط التجارة والاندماج في السوق العالمية ورفع كفاءة الاقتصاد العماني، فإنَّ العمل لا يزال جارٍ لاستغلال خصائص الموقع وتوجيهه لخدمة هذا الهدف، من خلال تنفيذ مشاريع إستراتيجية ضخمة مثل ميناء صحار الذي أصبح ميناءًا عالميًا يربط بين الموانئ الخليجية وموانئ الهند والصين وجنوب الجزيرة العربية وشرق أفريقيا، وتعزَّزت مكانته بإنشاء المنطقة الصناعية المصاحبة له، ومن المشاريع الإستراتيجية الضخمة أيضًا إنشاء ميناء الدقم والحوض الجاف المرفق به والذي يقدم خدمات إصلاح السفن التجارية من مختلف الأنواع والأحجام بما فيها السفن الكبيرة والعملاقة وسفن الحاويات وناقلات النفط والغاز والسفن السياحية، وهناك أيضًا ميناء صلالة النشط في تجارة الترانزيت والمنطقة الحرة المصاحبة له، وميناء قلهات المختص بتصدير الغاز المسال والصناعات القائمة عليه، بالإضافة إلى ميناء قابوس متعدد الأغراض والذي من المؤمل في ظل الإقبال السياحي على عُمان أنْ يتحول بالكامل إلى ميناء سياحي، كما أنشأت العديد من مرافئ الصيد التي تسهم بدور كبير في تطوير قطاع الثروة السمكية وزيادة مساهمته في الناتج المحلي الإجمالي للدولة.

## الجيولوجيا

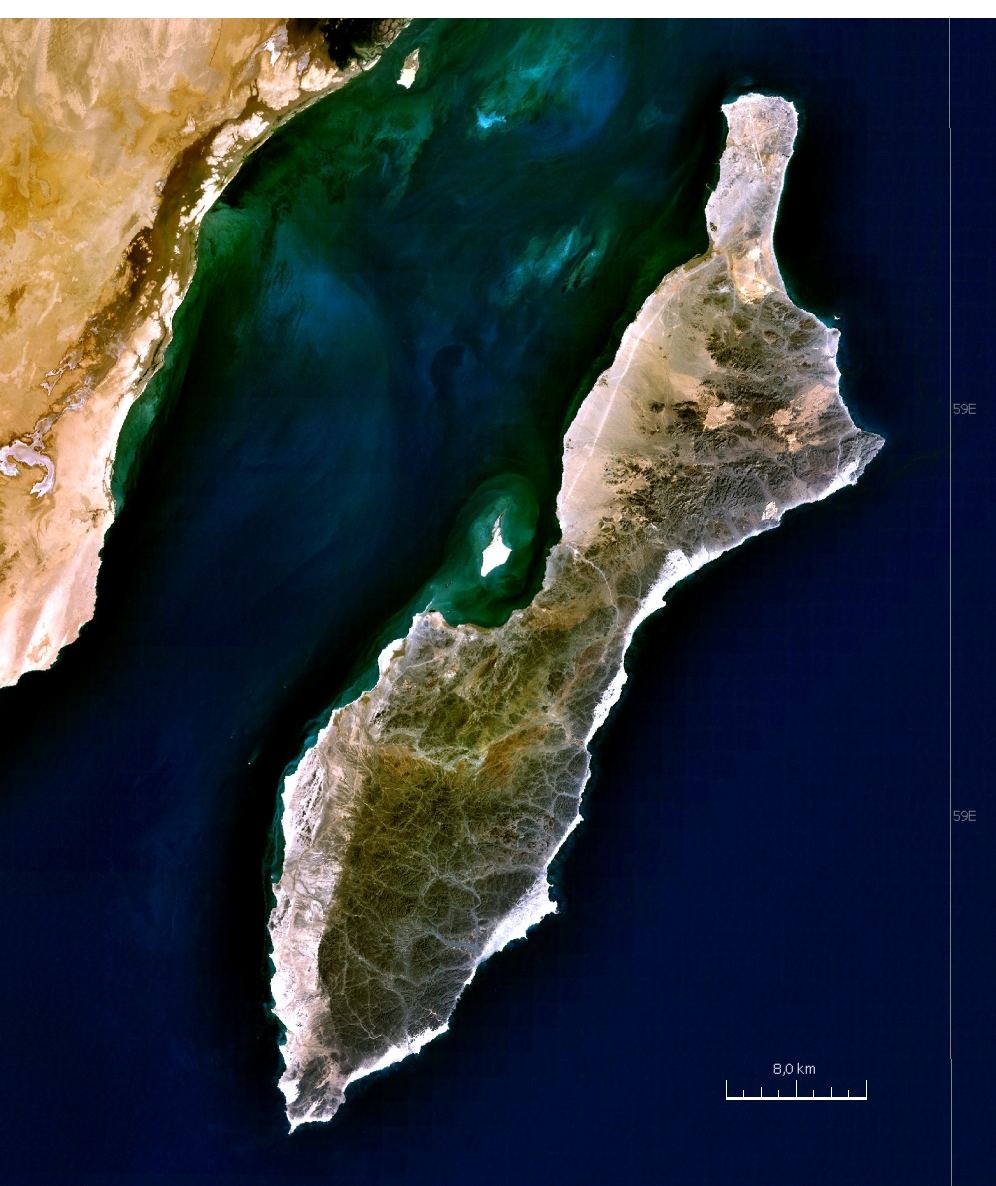
جزبرة مصيرة كما تظهر من الجو

تحتوي أرض عُمان على تركيبة جيولوجية مميزة وفريدة من نوعها، ويعود التاريخ الجيولوجي لعُمان إلى أكثر من 800 مليون سنة وهو عمر أقدم الصخور (الصخور البلورية) التي تم تأريخها في عمان. عملت مجموعة القوى التي تشكل سطح الأرض منذ ذلك الحين خاصة قوى الضغط الداخلية من التواءات وانكسارات على تشكيل القشرة القارية الواقعة حاليًا أسفل عُمان مرات عديدة، ونتج عن هذه العمليات ما يرى اليوم من جبال التوائية وصدعية وتراكيب مختلفة من الصخور، كما عملت عوامل التعرية المختلفة (القوى الخارجية) على تشكيل هذا السطح مكونة مظاهر جيومورذولوجية متنوعة مثل الأودية والسهول والصحاري والكثبان الرملية. ولعل تأثير بحر تيثس في جبال شمال عُمان هو السبب في جعلها مشابهة لجبال الألب، لأنَّ عمر هذا المحيط (والذي تعرف بقاياه اليوم ببحر عُمان والخليج العربي) يعود إلى الفترة من 280 -90 مليون سنة، وكان يمتد جغرافيا من شمال جبال الألب وحتى جبال الهيمالايا والشرق الأقصى.
يعود اهتمام الجيولوجيين بعُمان إلى بداية هذا القرن العشرين حين قاد المستكشف البريطاني جورج مارتن لييز [الإنجليزية] حملة لاستكشاف عُمان في شتاء عامي 1925و 1926 ونشر نتائج الدراسة في عام 1928، ظلت الدراسات الجيولوجية لعُمان في النصف الأول من القرن العشرين قليلة وذلك يعود إلى الطبيعة الوعرة للبلد والنزعة الاستقلالية لسكانها ورفضهم لأي تدخل أجنبي، لذا فإنَّ الدراسات الجيولوجية التفصيلية المصحوبة بالخرائط والتغطية بالصور الجوية لم تبدأ إلا في الخمسينات من القرن العشرين وقام بها جيولوجيو شركة تنمية نفط عُمان. ومنذ ذلك الحين توالت الدراسات الجيولوجية نتيجة للتوسع في استكشاف النفط والحاجة إلى تقييم الثروة المعدنية للبلد من جهة ولدراسة ظاهرة تراكب صخور القشرة المحيطية فوق الكتلة القارية من جهة أخرى.
تشير الدراسات الجيولوجية إلى أنَّ الموقع الجغرافي لعُمان قد تغير عدة مرات عبر الأزمنة الجيولوجية القديمة، فمنذ نحو 300 مليون سنة مضت وخلال العصر الكربوني كانت الكتلة القارية التي توجد عُمان في نطاقها والمعروفة باسم غندوانا تقع جنوب خط الاستواء على مقربة من القطب الجنوبي حيث شهدت عصورًا جليدية تقف آثارها المتمثلة في الإرسابات الجليدية الموجودة في منطقة الحقف في المنطقة الوسطى شاهدًا على ذلك، تحتوي عُمان على تنوع وتباين جيولوجي متميز، فجميع أنواع الصخور الموجودة على سطح الأرض لها مكاشف في عُمان ويسهل الوصول إليها، ومن حيث الأحافير الدالة على آثار الحياة في الأزمنة الجيولوجية المختلفة فهي متنوعة أيضًا، ويعود بعضها إلى 600 مليون سنة مضت مثل الأحافير في صخور الستروماتوليت التي عثر عليها في منطقة الحقف.

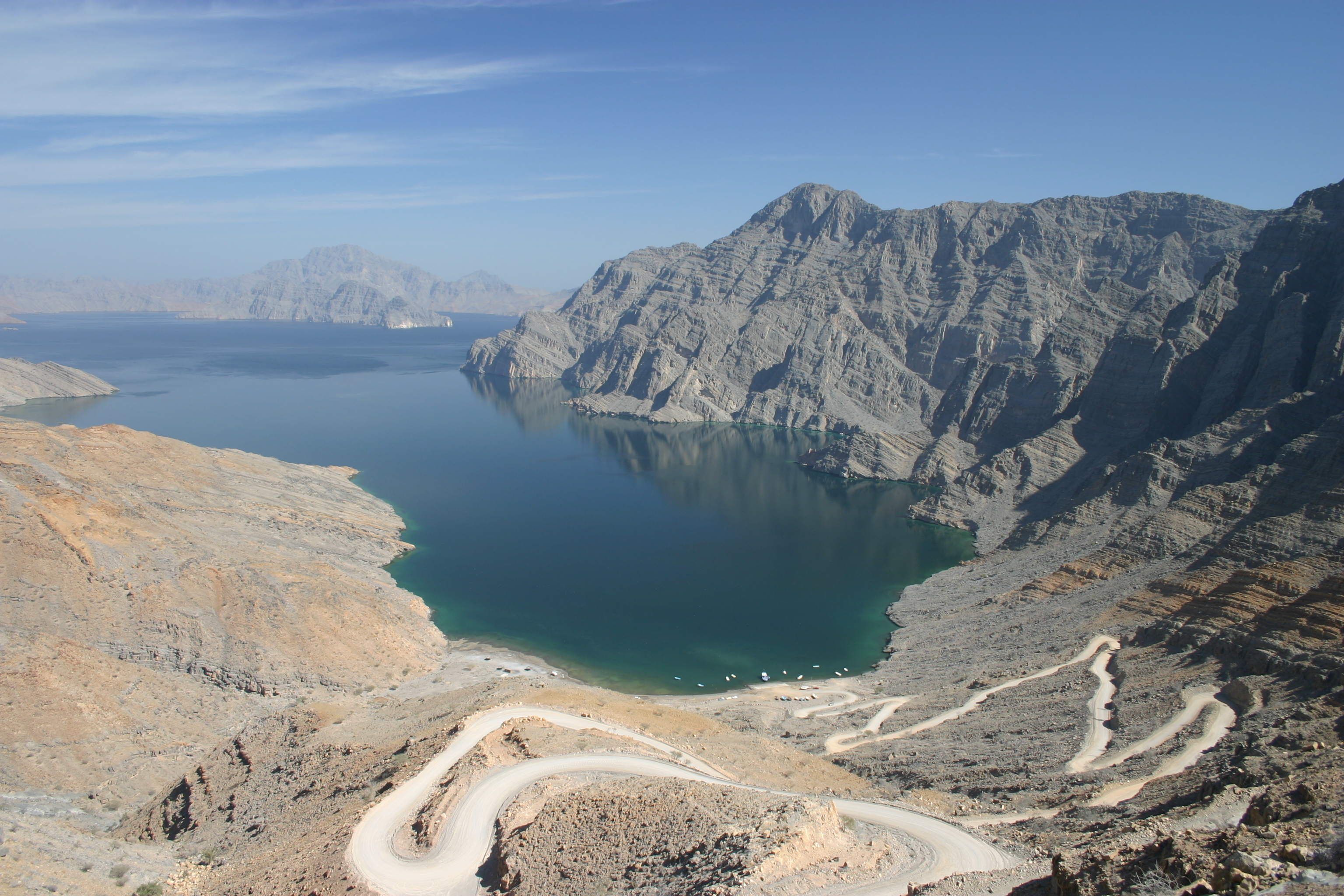
الطريق الواصل إلى خور نجد في مسندم

إضافة إلى ذلك فإن جبال عُمان تحوي أكبر مكاشف متصلة لصخور الاوفيوليت، وهي صخور القشرة المحيطية فوق الكتلة القارية في الشرق الأوسط، وصخور الافيوليت هي مجموعة من الصخور النارية تكونت كجزء من قشرة محيطية ثم بعد ذلك دفعت وقذف بها لتتراكب فوق الكتلة القارية لجنوب شرق شبه الجزيرة العربية. إنَّ لصخور الأوفيوليت أهمية كبيرة لدى الجيولوجيين كونها ظاهرة غير عادية. فعند تصادم كتل قارية وكتل محيطية فعادة ما تندفع الكتلة المحيطية بحيث تقع أسفل الكتلة القارية نتيجة لكبر كثافتها، لكن في عُمان تكونت صخور الاوفيوليت على خلاف العادة حينما اندفعت الكتلة المحيطية إلى أعلى وتراكبت فوق الكتلة القارية، فتكونت صخور قشرة محيطية على اليابسة لتعطي عُمان خصوصية جيولوجية مميزة. هذه الظاهرة وغيرها جذبت الكثير من الجيولوجيين لدراستها أملًا في الحصول على حقائق تساعد في فهم جزء هام من تاريخ عُمان الجيولوجي من جهة، ومعرفة المزيد عن حركة الصفائح التكتونية المكونة للقشرة الأرضية من جهة أخرى.
يمكن تقسيم عُمان جيولوجيا إلى ثلاثة أقاليم متميزة وهي: جبال شمال عُمان (المعروفة بجبال الحجر)، ووسط عُمان المعروف جيولوجيا بالحقف، وإقليم ظفار في الجنوب.

### جبال شمال عُمان (جبال الحجر)
يمكن تقسيم صخور جبال شمال عمان من حيث التطور التركيبي لنشأتها إلى وحدات صخرية متعاقبة كل منها يمثل حقبة متميزة من التاريخ الجيولوجي لعمان وهي بالترتيب كما يلي:
|         | مجموعة الصخور مكانية المنشأ                                                                    | مجموعة الصخور ذات النشأة المجولبة                                     | الصخور مكانية المنشأ الجديدة | إرسابات الزمن الرابع |
| ------- | ---------------------------------------------------------------------------------------------- | --------------------------------------------------------------------- | --- | --- |
| التعريف | من أقدم الصخور التي لها مكاشف في عمان وتكونت في الحقبة الجيولوجية القديمة                      | يعود تكوين هذه الصخور إلى حقبة الحياة الوسطى                          | تكوَّنت هذه الصخور في الزمن الجيولوجي الكريتاسي الأعلى والزمن الثالث الأدنى حين كانت عمان مغمورة ببحر ضحل، وقد تخلل ذلك الغمر فترات انحسار كانت تغطي اليابسة فيها غابات مدارية. يغلب على هذه الصخور الحجر الجيري الأصفر. | وهي إرسابات حديثة تعلو جميع التكوينات الكبرى تغطي السطح الحالي وتتمثل في المصاطب الحصوية على جوانب الأودية والمراوح والسهول الفيضية وركام السفوح والإرسابات الريحية (الهوائية). أمَّا في المنامطق الساحلية فتوجد إرسابات بحرية تتمثل في المصاطب المرجانية والشواطئ المرفوعة. |
| الأنواع | - صخور ما قبل الكامبري. - صخور القاع الرسوبية.(صخور ما قبل العصر البرمي) - صخور الرصيف القاري. | - صخور الحواسنة. - أفيولايت سمائل. - الصخور المتحولة.(الغشاء المتحول) | - تكوينات أسماري الجيرية.(Asmari Unit) - التكوينات الجيرية العليا. (upper limestone) - وحدة الطفل السطحي. (Shale Unit) - التكوينات الجيرية السفلى.                                                                     | |

### إقليم وسط عُمان (الحقف)

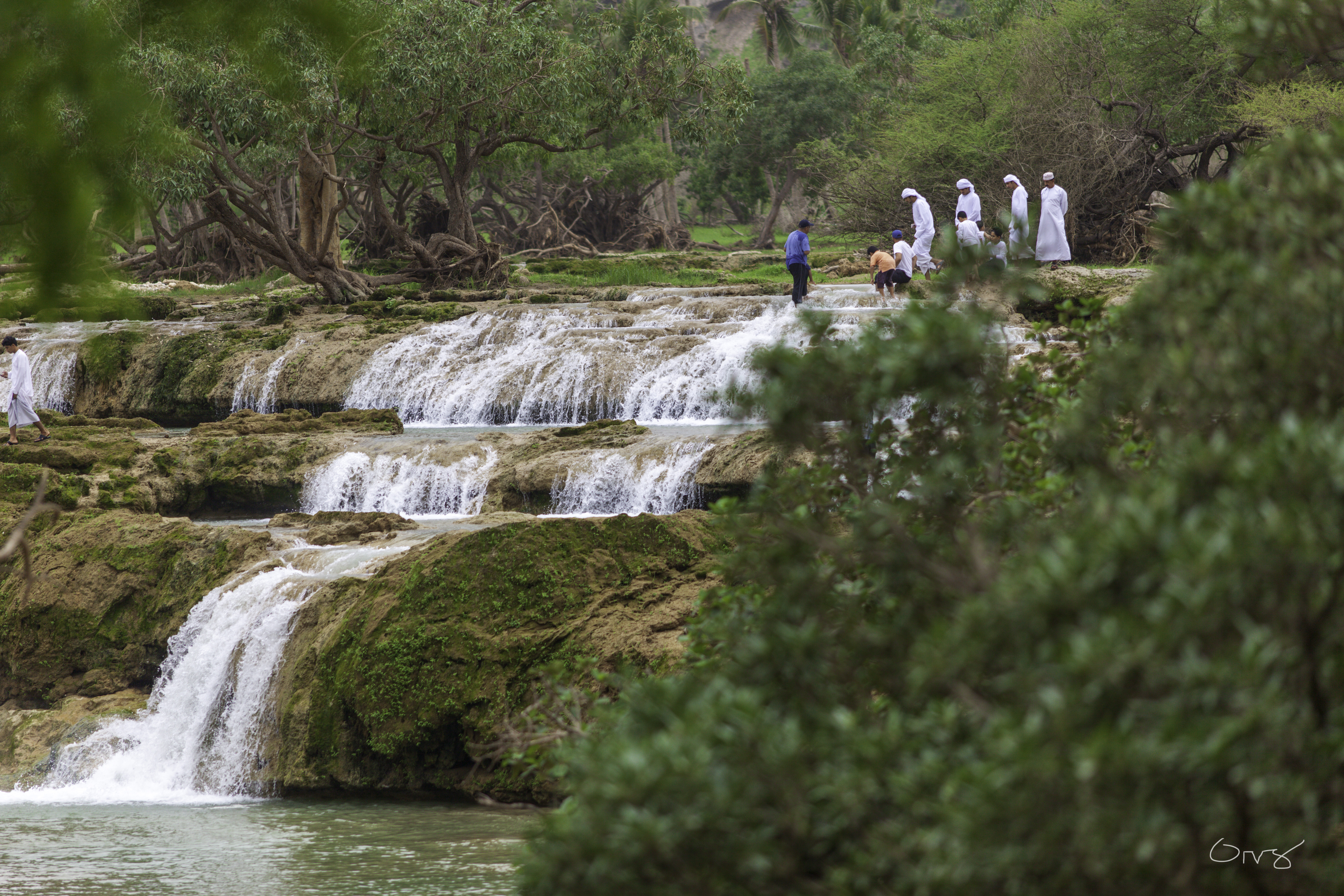
شلالات المياه في وادي دربات في محافظة ظفار

يشمل هذا الإقليم السهل الحصوي الفسيح الواقع بين جبال شمال عُمان في الشمال وجبال ظفار في الجنوب، بينما يطل على بحر العرب من جهة الشرق وصحراء الربع الخالي من الغرب. ويتشكل سطح هذا الإقليم في معظمه (خاصة الغربي والشمالي) من غطاءات إرسابية تتمثل في السهول الحصوية والكثبان الرملية، بينما تظهر في الأجزاء الأخرى من هذا السهل مكاشف لصخور رسوبية تعود إلى العصر الثالث، من أهم خصائص هذا الإقليم وما يميزه عن الأقاليم الجيولوجية الأخرى هي المرتفعات المعروفة جيولوجيا باسم الحقف والتي أخذ منها الإقليم اسمه الجيولوجي. مرتفعات الحقف عبارة عن ثنية محدبة عظيمة على شكل قبة من إرسابات العصر الكرتياسي وتشكل هذه القباب مكامن للنفط والغاز الطبيعي. كما تظهر في هذا الإقليم مكاشف لصخور القاعدة البلورية ضمن هذه التركيبة الجيولوجية لكن على نطاق ضيق.

### إقليم ظفار في الجنوب
يشمل هذا الإقليم الجيولوجي من عُمان سهل صلالة الساحلي والهضبة الانكسارية المتسعة من الحجر الجيري التي تمثل طية أحادية الميل ينحدر سطحها انحدارًا طفيفًا من حافة الانكسار في الجنوب وتمتد إلى التخوم الجنوبية لصحراء الربع الخالي في الشمال.

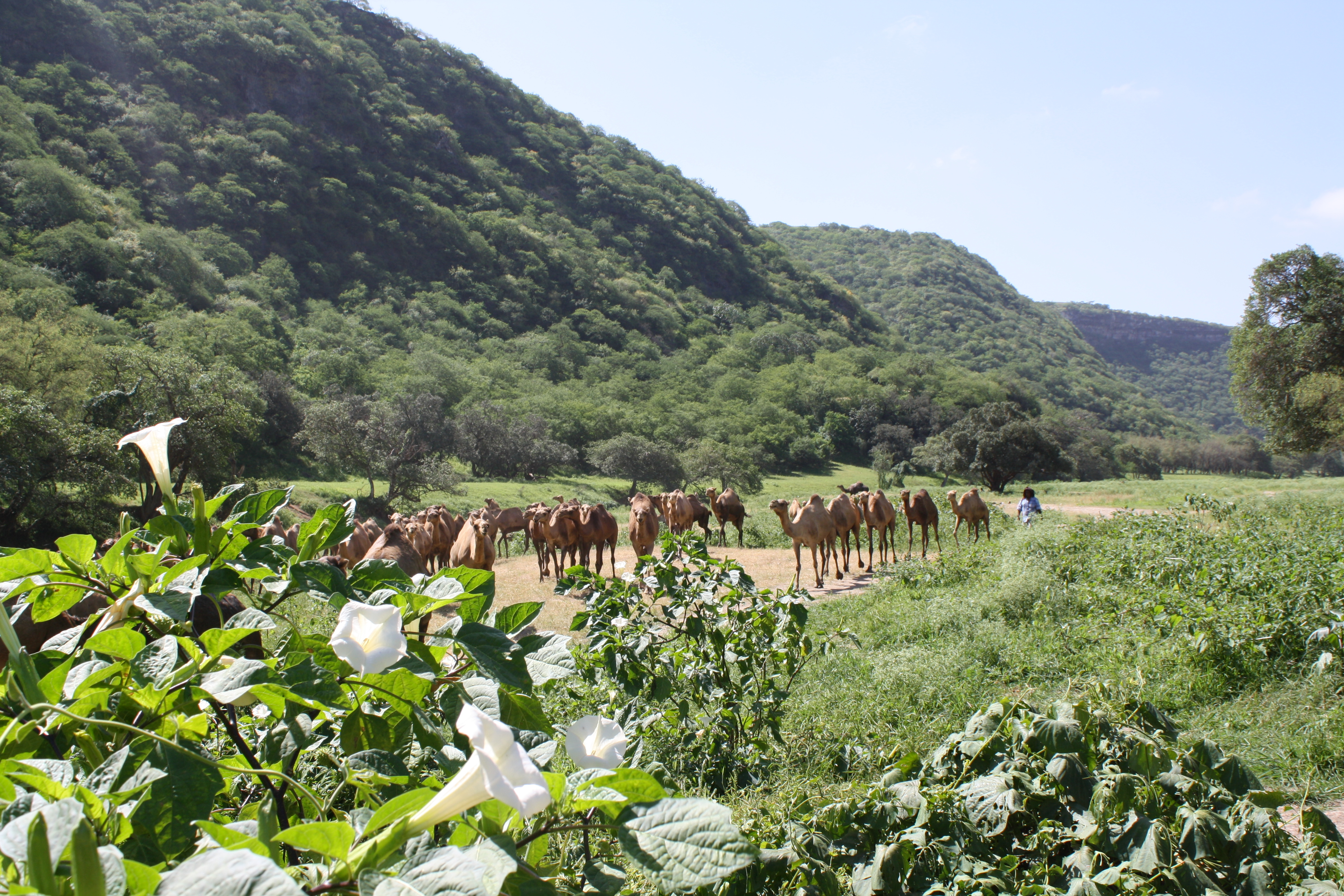
جبال ظفار

تمتد مرتفعات ظفار في هذه الهضبة حوالي 290 كم من هضبة حضرموت في اليمن في الغرب إلى جدة الحراسيس في الشرق، ويبلغ عرض هذه الهضبة 50 متر في الوسط، وتشمل مرتفعات ظفار كل من جبل القمر في الغرب وجبل القراك في الوسط وجبل سمحان في الشرق، ويبلغ ارتفاعها بين 1500 إلى 2000 متر فوق سطح البحر وذلك على طول امتداد خطوط الإنكسار.
توجد في هذا الإقليم أوسع مكاشف لصخور القاعدة البلورية في عُمان والتي تظهر مكاشفها في جنوب جبل سمحان بين مرباط وحاسك وكذلك في جزر الحلانيات. تتكون صخور القاعدة البلورية هذه بشكل رئيسي من صخور جوفية وصخور متحولة تتمثل في صخور النيس والشست التي تقطعها إعداد كبيرة من السدود النارية البازلتية. تعلو صخور القاعدة البلورية صخور رسوبية قديمة من الحجر الجيري الدولومايتي وتعرف باسم تكوينات مرباط التي تعود إلى العصر الكامبري. ما عدا هذا فإنَّ هذا الإقليم تغلب على تكويناته صخور رسوبية تكونت في بحار ضحلة تعود إلى العصر الكريتاسي والعصر الثالث إضافة إلى إرسابات سطحية حديثة تتمثل في الإرسابات الرملية والحصوية التي خلفتها الأودية المتنحدرة من مرتفعات ظفار.

## الجزر
تحيط المياه العُمانية بالكثير من الجزر التي يبلغ عددها 293 جزيرة، ومعظمها عبارة عن نتوءات صخرية في عرض البحر، أكبر هذه الجزر من حيث المساحة هي جزيرة مصيرة في بحر العرب المأهولة بالسكان والتي تبلغ مساحتها 640 كيلومتر مربع وطولها 60 كم، كما توجد مجموعة جزر الحلانيات في بحر العرب وأبرزها الحلانية المأهولة بالسكان والحاسكية والسودة والقبلية، أمَّا أكبر مجموعة جزر في بحر عُمان فتتشكل حول شبه جزيرة مسندم المطلة على مضيق هرمز، والتي اكتسبت أهمية إستراتيجية من خلال موقعها في المضيق، وهذه الجزر هي جزر أم الغنم وجزيرة الاتصالات (التلجراف) وجزيرة الخيل ومسندم ودايدامار وفاناكو وجزيرة سلامة (أو مجموعة جزر سلامة وبناتها كما أسماها العرب). وهناك مجموعة أخرى من الجزر في بحر عُمان أيضا أبرزها جزر السوادي وجزر الديمانيات ذات التراث الطبيعي الغني الذي أهَّلها لأنْ تكون محمية طبيعية منذ عام 1996.

## السهول
تكون السهول في عُمان غالبًا ساحلية فيضية ضيقة لكنها خصبة وغنية نسبيًا بالموارد المائية والنباتية، ولذلك تشهد كثافة سكانية عالية، فسهل الباطنة الذي يطل على بحر عُمان وسهل صلالة الذي يطل على بحر العرب (وهما أكبر وأشهر سهلين ساحليين بالبلاد) تتركز فيهما نسبة كبيرة من السكان، ففي حين لا تمثل مساحتهما سوى 3% من المساحة الكلية للسلطنة. تنقسم السهول في عمان إلى نوعين رئيسين هما: السهول الساحلية والسهول الحصوية الداخلية.

### السهول الساحلية
وهي إرسابات فيضية كونتها الأودية المنحدرة من جبال الحجر الغربي إلى بحر عمان ومن جبال ظفار إلى بحر العرب. تكونت هذه السهول أثناء الفترات المناخية المطيرة التي سادت إقليم جنوب شبه الجزيرة العربية في عصر البلايستوسين المتأخر من العصر الرباعي، ومن الأمثلة عليها سهل الباطنة وسهل صلالة والأخوار.
سهل الباطنة

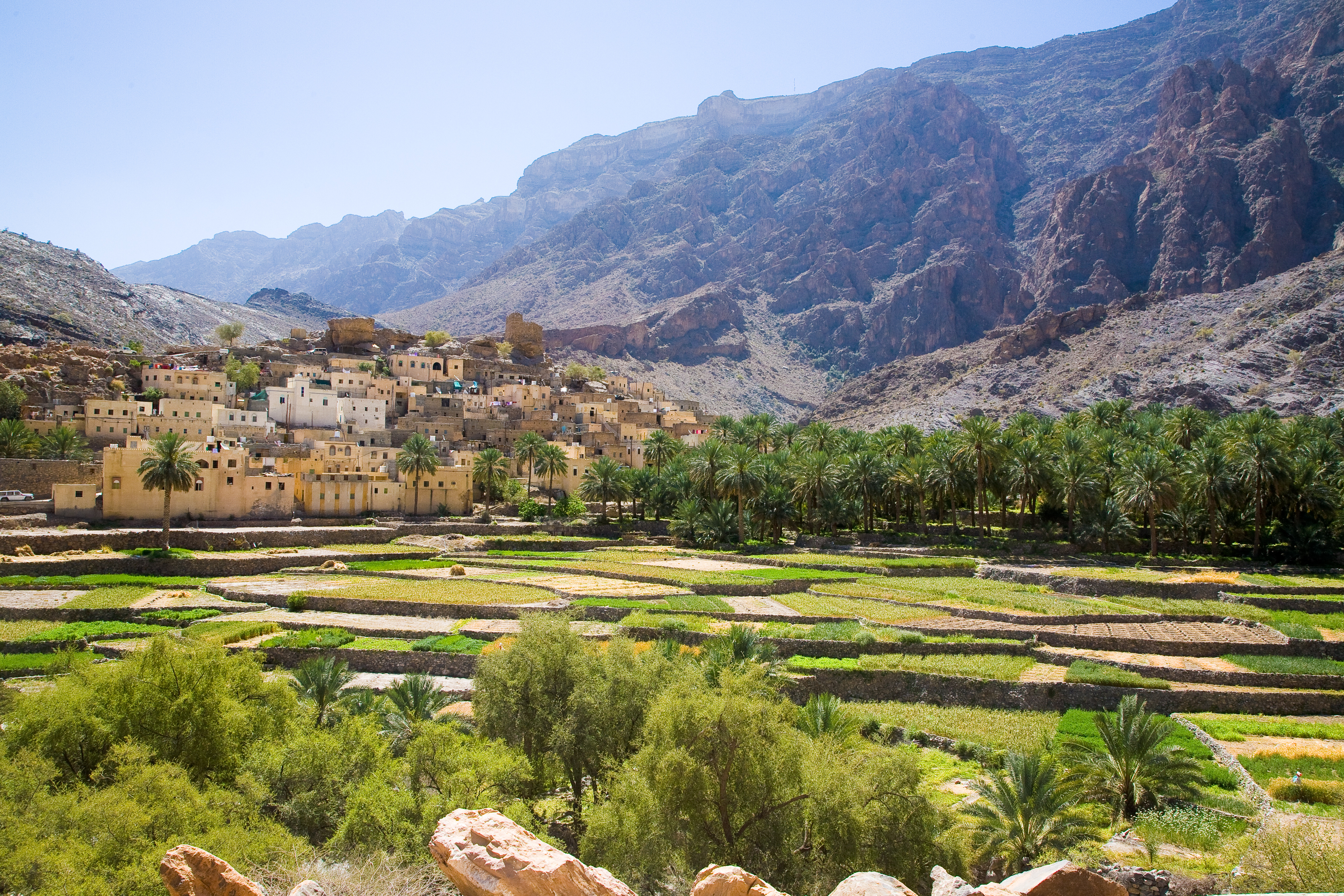
قرية (بلد سيت) في عُمان، الواقعة في أعالي جبال الحجر ويمكن الوصول إليها انطلاقاً من ولاية الحمراء أو وادي بني عوف.

يبدأ الامتداد الجغرافي لهذا السهل الساحلي من راس الحمراء بالقرب من حديقة القرم الطبيعية في محافظة مسقط شرقًا وحتى خطمة ملاحة في الشمال الغربي على الحدود مع دولة الإمارات العربية المتحدة، إذ يمكن تتبع امتداده داخل إمارة الفجيرة وكلباء. ويمتد هذا السهل في حدود سلطنة عمان حوالي 237 كم على شكل قوس ويتسع في وسطه إلى ما يقرب 45 كم ويضيق في أطرافه في الشمال والجنوب الشرقي حتى تطل الحواف الجبلية على بحر عمان. يرجع تكوين الجزء الأكبر من السهل بصورة رئيسية لعملية الإرساب الفيضي التي قامت بها الأودية المنحدرة من جبال الحجر باتجاه بحر عمان أثناء الفترات المطيرة في عصر البلايستوسين والهولوسين والتي أدت إلى نشأة عدد كبير من المراوح الفيضية التي استطالت وتوسعت واندمجت مع بعضها لتكون ظاهرة أكبر تسمى البهادا. أهم هذه الأودية هي وادي الخوض والأنصب والمعاول وغيرها التي استطاعت أنْ تبني شبكة واسعة من الروافد والفروع بالإضافة إلى المراوح الفيضية الكبيرة التي تكونت عند نهاياتهما. تتكون الرواسب الفيضية في هذا السهل من خليط من الحصى مختلف الأحجام والرمال والذرات الناعمة ويختلف سمكها من منطقة لأخرى حيث يبلغ في المتوسط 300 متر وأعلى سمك له 600 متر، بالإضافة إلى هذه الرواسب الفيضية تنتشر بالقرب من الساحل البحيرات الشاطئية المطمورة التي يمكن تمييز مواضعها السابقة من خلال السطوح المستوية ذات التربة الصلصالية الناعمة والتي ما زال بعضها رطبًا، ومن الأشكال الأرضية أيضًا الكثبان الرملية التي تنتشر في الجزء الداخلي من السهل مثلما هو الحال في محافظة مسقط الأمر الذي يشير بوضوح إلى أنَّ التعرية الريحية قد لعبت وما زالت تلعب دورًا في تشكيل سطح هذا السهل.

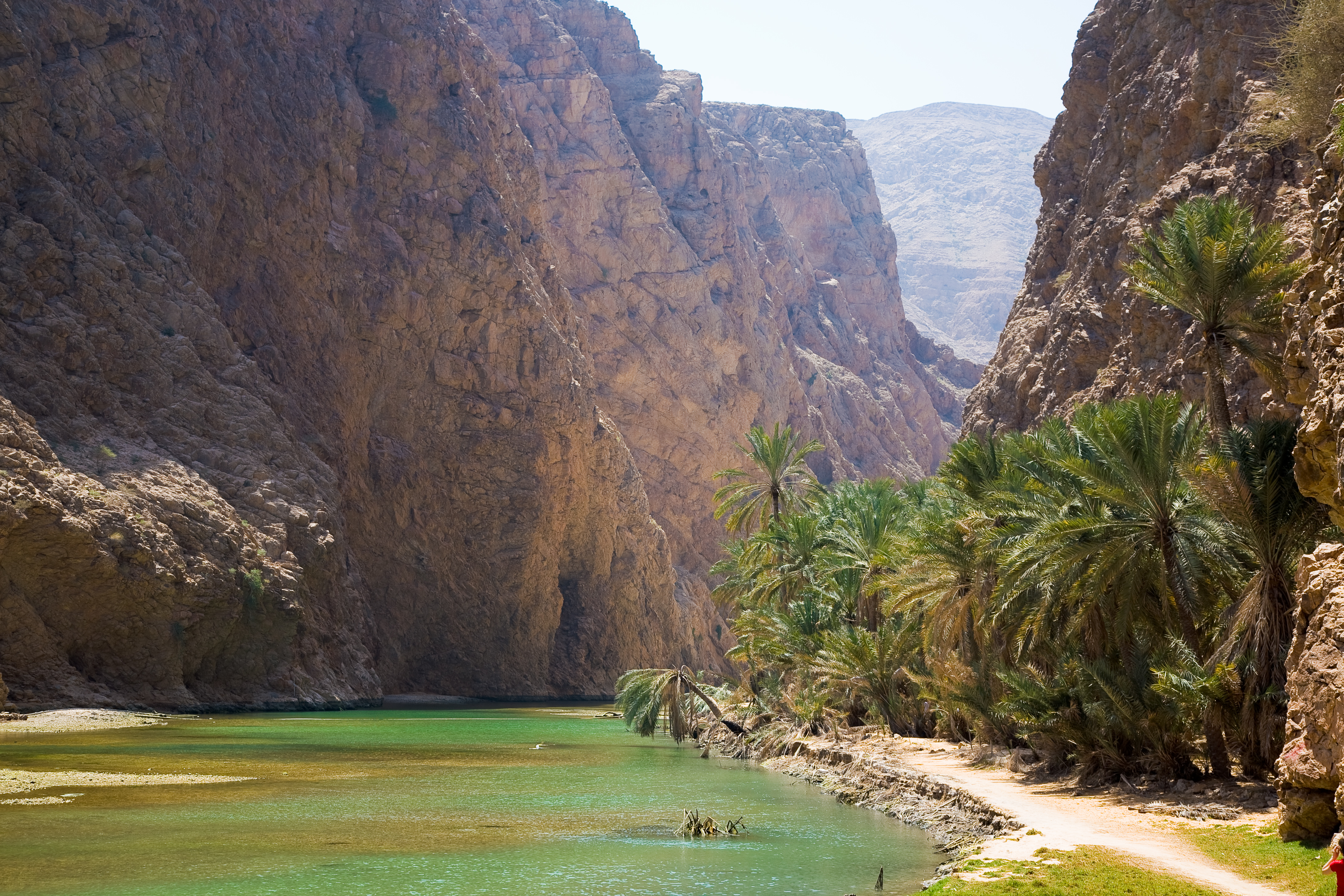
وادي شاب في ولاية صور، في محافظة جنوب الشرقية.

ويعتبر سهل الباطنة من أخصب الأراضي الزراعية في سلطنة عمان ومن أكثر الأقاليم احتواءًا على المياه الجوفية العذبة المتجددة، وبالتالي من أكثر أقاليم السلطنة سكانًا حيث يضم 28% من إجمالي سكان السلطنة وأكثر من نصف سكان السلطنة إذا احتسب امتداده الطبيعي في مسقط، ومع التنمية الاقتصادية والاجتماعية الشاملة التي شهدتها السلطنة في العقود الأربعة الأخيرة فقد حظي سهل الباطنة بالكثير من المشاريع، منها ما تركز على خط الساحل مثل الموانئ ومرافئ الصيد ومحطات تحلية المياه وهي منشآت ساهمت كلها في تغيير اتجاه حركة التيارات البحرية الطولية التي توزع الإرساب على طول خط الساحل، وبالتالي حرمان بعض المواقع من الرمال التي ترسبها التيارات البحرية، مما أدى إلى ظهور تآكل للشواطى في تلك المواقع وتكدس للرمال في مواقع أخرى، وقد أثبتت الدراسات أنَّ التآكل في ساحل الباطنة مثلًا هو ظاهرة محلية سببها المنشات الهندسية المقامة على خط الساحل، ولا تعود إلى ارتفاع مستوى سطح البحر الناتج عن الاحتباس الحراري كما تشير بعض التفسيرات.
سهل صلالة
يطلق عليه أيضًا اسم (سهل جربيب) ويمثل المنطقة المحصورة بين جبال ظفار وبحر العرب، يمتد سهل صلالة من طاقة شرقًا وحتى ريسوت غربًا، ويبلغ أقصى طول للسهل حوالى 70 كم وعرضه 15 كم في مدينة صلالة، ومساحته حوالى 500 كم مربع. يتكون السهل أساسًا على الكتلة الهابطة في عملية التصدع التي كونت جبال ظفار الانكسارية حيث قامت الأودية التي تهبط من الهضبة بتغطية هذه الكتلة بالرواسب الفيضية.
ويمكن تقسيم السهل تبعا للمواد المكونة له إلى سهل رملي يتكون من مجموعة من المراوح الفيضية المندمجة، وسهل حصوي يتكون بصفة رئيسية من صخور المجمعات. تنتشر في سهل صلالة عدد من المدن الهامة مثل صلالة ومرباط وطاقة ورخيوت، كما نتشر به عدد من العيون المائية النائجة عن عملية الانكسار مثل عين جرزيز وعين حمران وعين ارزات وعين صحنوت.
الأخوار
وهي خلجان مائية صغيرة متصلة عادة بمياه البحر على طول خط الساحل في هذه السهول الساحلية خاصة عند مصبات الأودية المتجهة إلى البحر، وهناك نوعين منها هما:
- قنوات المد: وهي مصبات الأودية المتجهة إلى البحر. وهي أخوار مؤّقتة (الموسمية) وتمثل مصبات الأودية التي لا تستطيع كسر الحاجز الرملي الفاصل بينها وبين ساحل البحر إلا أوقات الفيضانات العنيفة للأودية أو نتيجة لاضطراب البحر وحالات المد العالي. ويرتبط بهذا النوع من الأخوار انتشار أشجار القرم (المانجروف) بسبب وفرة المواد الناعمة (الطمي) والمياه قليلة الملوحة. ومن أمثلة هذه الأخوار في ساحل الباطنة أخوار السوادي ولوى وشناص والجزي والحواسنة، ومن أمثلتها في ساحل صلالة خور المغسيل وخور الدهاريز وخور البليد وعوقد وخوري القرم الصغير والقرم الكبير وخور صولي وخور طاق وخور روري. وقد أعلنت أخوار ساحل صلالة محميات طبيعية في عام 1997 نظرًا لتنوع النظم البيئية فيها ووفرة أشجار القرم التي تشكل مأوى للكثير من الأحياء البحرية مثل السلاحف والطيور والأسماك الصغيرة والقشريات والقواقع التي تعيش في نطاق المد.
- الأخوار الدائمة: وهي الأخوار الكبيرة نسبيًا والمفتوحة دائمًا على البحر وتختلف نشأتها من مكان إلى آخر، فبعضها ينتج عن هبوط تكتوني في القشرة الأرضية في المنطقة المجاورة للبحر، ومن أمثلتها خور جراما وخور الحجر وخور البطح في ولاية صور، وبعضها ينتج عن هبوط تكتوني في القشرة الأرضية مع ارتفاع في مستوى سطح البحر مثل أخوار شبه جزيرة مسندم ومنها خور خصب وخور شم وخور حبلين وخور شيصاة.

### السهول الحصوية الداخلية
تتنحدر في الغرب والشمال الغربي من جبال الحجر سهول ضخمة وذات انحدار ضعيف في شكل قوس واسع يبلغ طوله 700 كم وعرضه 120 كم يمتد في داخل ووسط عمان خاصة في منطقة الحقف وجدة الحراسيس، وتتمدد حتى محافظة ظفار في الجنوب وصحراء الربع الخالي في الغرب. تتكون هذه البيادا من مواد خشنة مفككة مختلطة بالرمال والحصى في أجزائها العليا بالقرب من الجبال وتغطيها الرمال والرواسب الناعمة في أطرافها البعيدة لتنتهي في شكل سبخات داخلية أكبرها سبخة أم السميم على حافة الربع الخالي التي تمتد لآلاف الكيلومترات المربعة حتى في أراضي دولة الإمارات العربية المتحدة والمملكة العربية السعودية. وقد استمدت هذه السبخة رواسبها من فيضانات الأودية المتنحدرة من جبال الحجر عبر السهول الحصوية الداخلية.
كما تنتشر في هذه السهول الصحراوية بعض التلال الصغيرة ذات القمم المحدبة والأعمدة الصخرية المتبقية من تخفيض السطح بفعل عمليات التعرية المائية والريحية. ومن الواضح أنَّ هذه البيادا قد تشكلت عندما كان مناخ المنطقة أكثر رطوبة من الوقت الحاضر والأودية المنحدرة من جبال الحجر الغربي والحجر الشرقي قادرة على نقل فتات خشن وأكبر حجمًا.

## السلاسل الجبلية

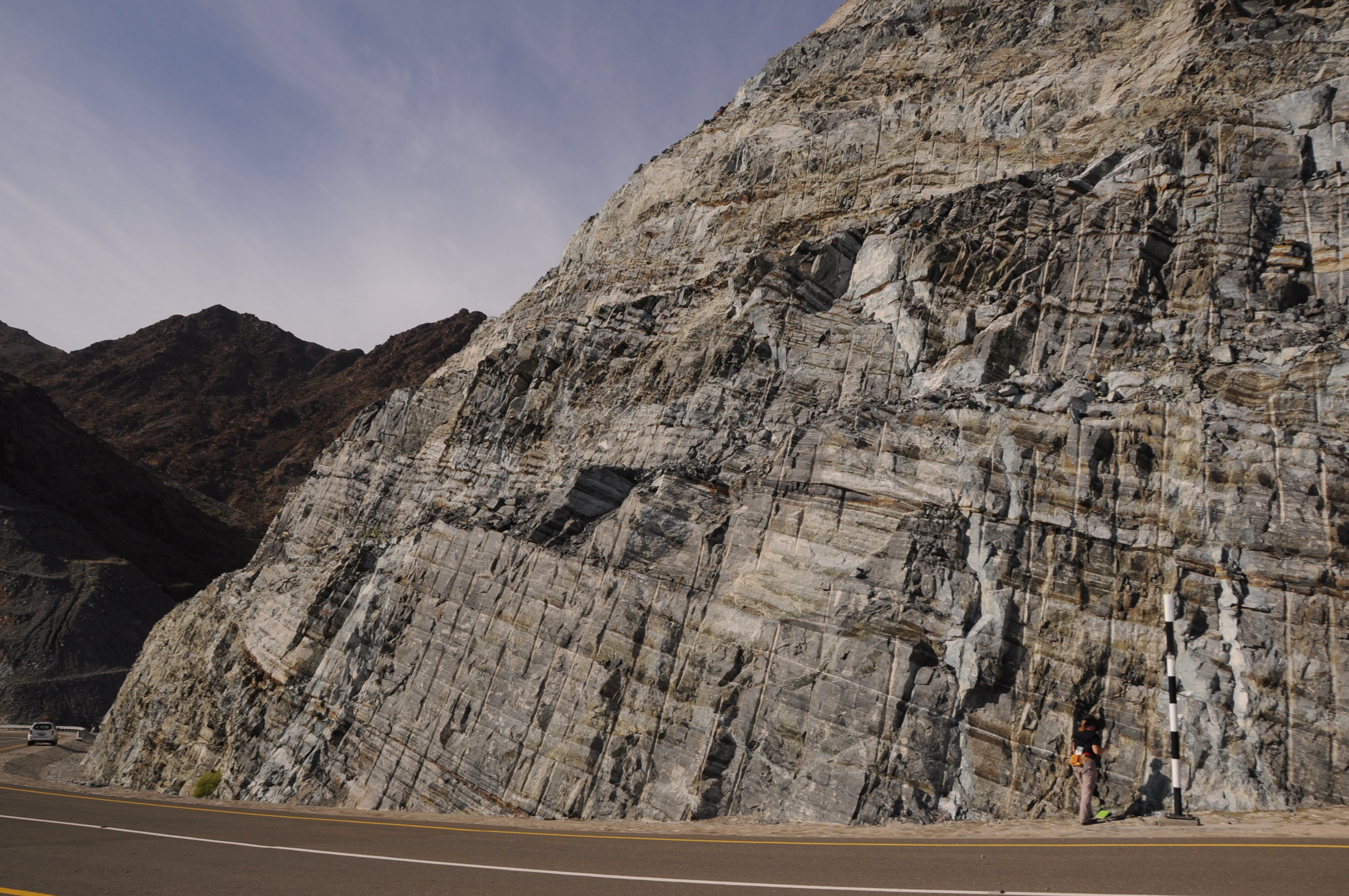
طبقات صخور الغابرو في منطقة الباطنة، عمان

تشكل السلاسل الجبلية حوالي 15% من المساحة الكلية لسلطنة عُمان أهمها سلاسل جبال شمال عُمان التي يطلق عليها جبال الحجر والتي تمتد على شكل قوس من رأس مسندم في الشمال وحتى رأس الحد في أقصى الشرق وسلسلة جبال ظفار التي تقع في أقصى الجنوب الغربي من عُمان.

### سلسلة جبال الحجر
تقع سلسلة جبال الحجر على الحافة الجنوبية الشرقية لشبه جزيرة العرب، وتعتبر جبال الحجر الظاهرة التضاريسية الكبرى في سلطنة عُمان وامتدادها في دولة الإمارات العربية المتحدة، شبهها العُمانيون بالعمود الفقري للإنسان فأطلقوا اسم (الباطنة) على السهل الساحلي الخصب المحصور بين هذه السلسلة وبحر عُمان، واسم (الظاهرة) على الإقليم الخلفي الواقع بينها وبين الصحراء.
تصنف سلسلة جبال الحجر بحسب التكوين والنشأة ضمن نمط الجبال الألبية، حيث أنَّ رفعها قد تم خلال عصر الميوسين في العصر الجيولوجي الثالث، أمَّا من حيث البنية فإنها تعتبر جزءًا من سلسلة جبال زاغروس في إيران. تتكون سلسلة جبال الحجر في غالبها من الحجر الجيري والدولوميت وتحيط بها من الجانبين صخور الأوفيوليت التي يرجع أصلها إلى قشرة قاع المحيط التي دفعتها حركة الألواح التكتونية إلى الاستقرار فوق صخور الرصيف القاري للمنطقة، يبلغ طول هذه السلسلة الجبلية 800 كم تقريبًا بينما يتراوح عرضها بين 30 كم في الأطراف الشمالية والشرقية و130 كم في الجزء الأوسط وبمتوسط 80 كم تقريبًا، كما يصل أعلى ارتفاع لهذه السلسلة إلى حوالي 3009 متر فوق مستوى سطح البحر في جبل شمس. تنقسم هذه السلسلة الجبلية إلى مجموعتين هما: (الحجر الغربي) و (الحجر الشرقي) ويفصل بينهما ممر طبيعي جبلي هو ممر وادي سمائل.

#### جبال الحجر الغربي

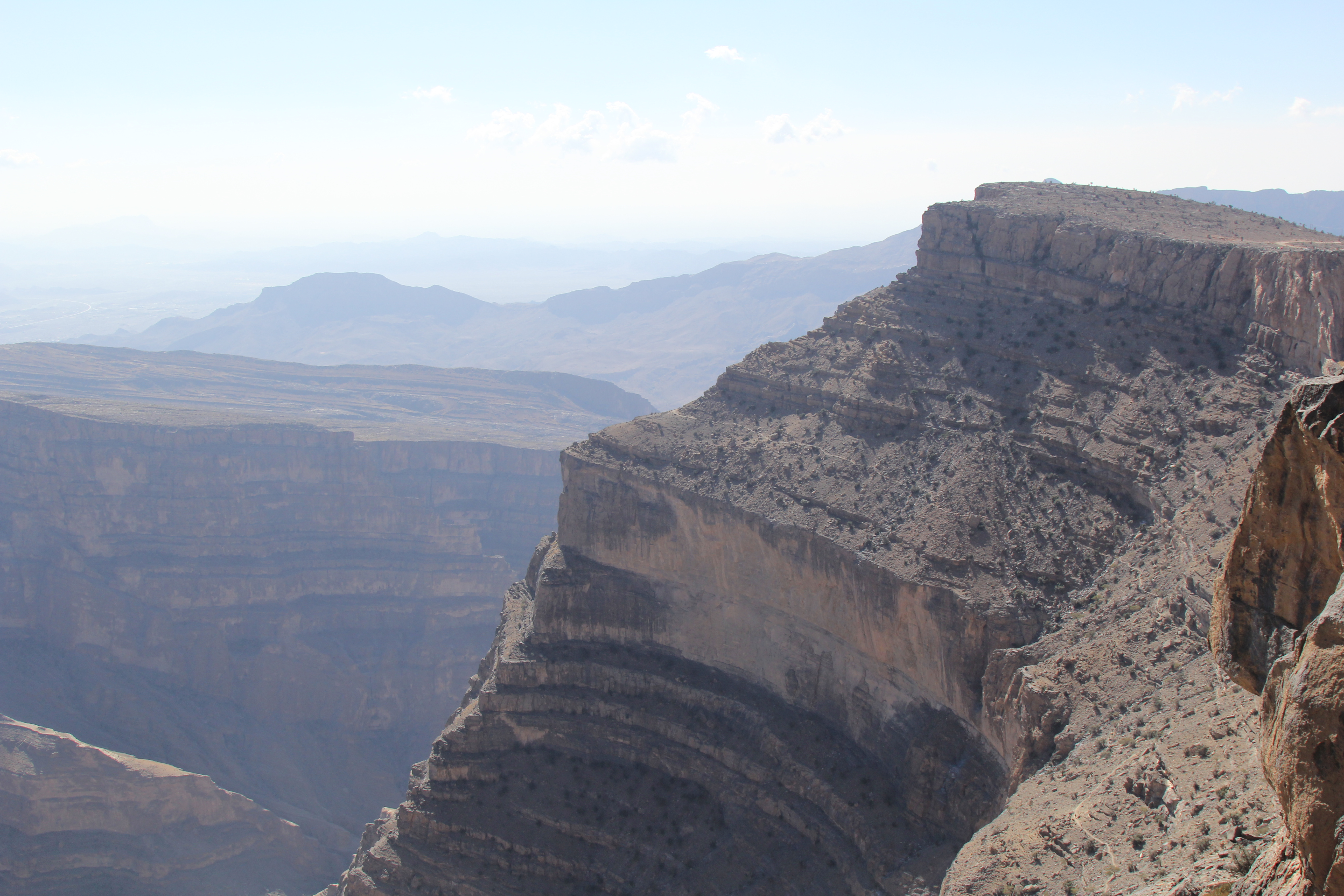
جبل شمس في سلطنة عُمان أعلى جبل في منطقة الخليج يصل إرتفاعه إلى 3000 متر فوق مستوى سطح البحر.

تمتد مجموعة جبال الحجر الغربي لأكثر من 600 كم وبعرض يصل إلى 150 كم وسمك يتراوح بين 5-10 كم وتغطي مساحة تقدر بحوالي 2000 كم مربع وتحتوي على عدد من القمم الجبلية العالية والشديدة الانحدار أبرزها قمة جبل شمس (التي ترتفع إلى 3009 متر فوق مستوى سطح البحر) والجبل الأخضر وقمة جبل حريم في شبه جزيرة مسندم. تعكس هذه السلسلة الكثير من ملامح تعقد التاريخ الجيولوجي الذي تعرضت له هذه المنطقة كما تشير إلى ذلك ظواهر البركنة والأشكال المختلفة من الإلتواءات والطيات والتصدعات التي تنتشر بصورة متكررة في مكاشف الصخور.
أمَّا من حيث التكوين الصخري فإنَّ معظم السلسلة ترتكز على تكوين الحواسنة الذي تغلب فيه الصخورالجيرية أو الدولوميت أو الدولوميت الجيري ذات الأصل البحري والتي تعرضت إلى الرفع من تحت البحر والتصدع عندما بدأ بحر تيثس القديم في القفل نتيجة لتصادم صفيحة الجزيرة العربية مع الصفيحة الآسيوية بالإضافة إلى صخور القشرة المحيطية (أفيوليت سمائل) التي تعلو صخور الحواسنة. يفصل هذه السلسلة الجبلية عن بحر عُمان سهل الباطنة الساحلي الذي يمتد على شكل قوس بين الجبل والبحر.
تشكل جبال شبه جزيرة مسندم أو ما يطلق عليه اسم رؤوس الجبال الجزء الشمالي الأقصى من جبال الحجر الغربي وهي سلسلة تحتوي على شبكة معقدة من الصدوع التي تجري من الشمال إلى الجنوب كما تشير الظهور والحافات الصخرية. تمثل جبال مسندم منطقة انكسار رئيسية انفصلت على إثرها جبال الحجر عن جبال زاجروس في إيران مكونة مضيق هرمز الاستراتيجي، لذلك فان حالة عدم الاستقرارالتكتوني الذي يميز تاريخها الجيولوجي والتصدع الذي صاحبه والارتفاعات العالية ساهمت كلها في توفير طاقة عالية لعمليات الإزالة تسببت في تكوين أودية عميقة أشبه بالخوانق، كما أنَّ سطح الصخر الجيري العاري أصبح من العوامل الهامة في تنشيط عمليات الإذابة وتأثيرات الملح مما أدى إلى تكوين صور متعددة من الظواهر الكارستية الدقيقة.

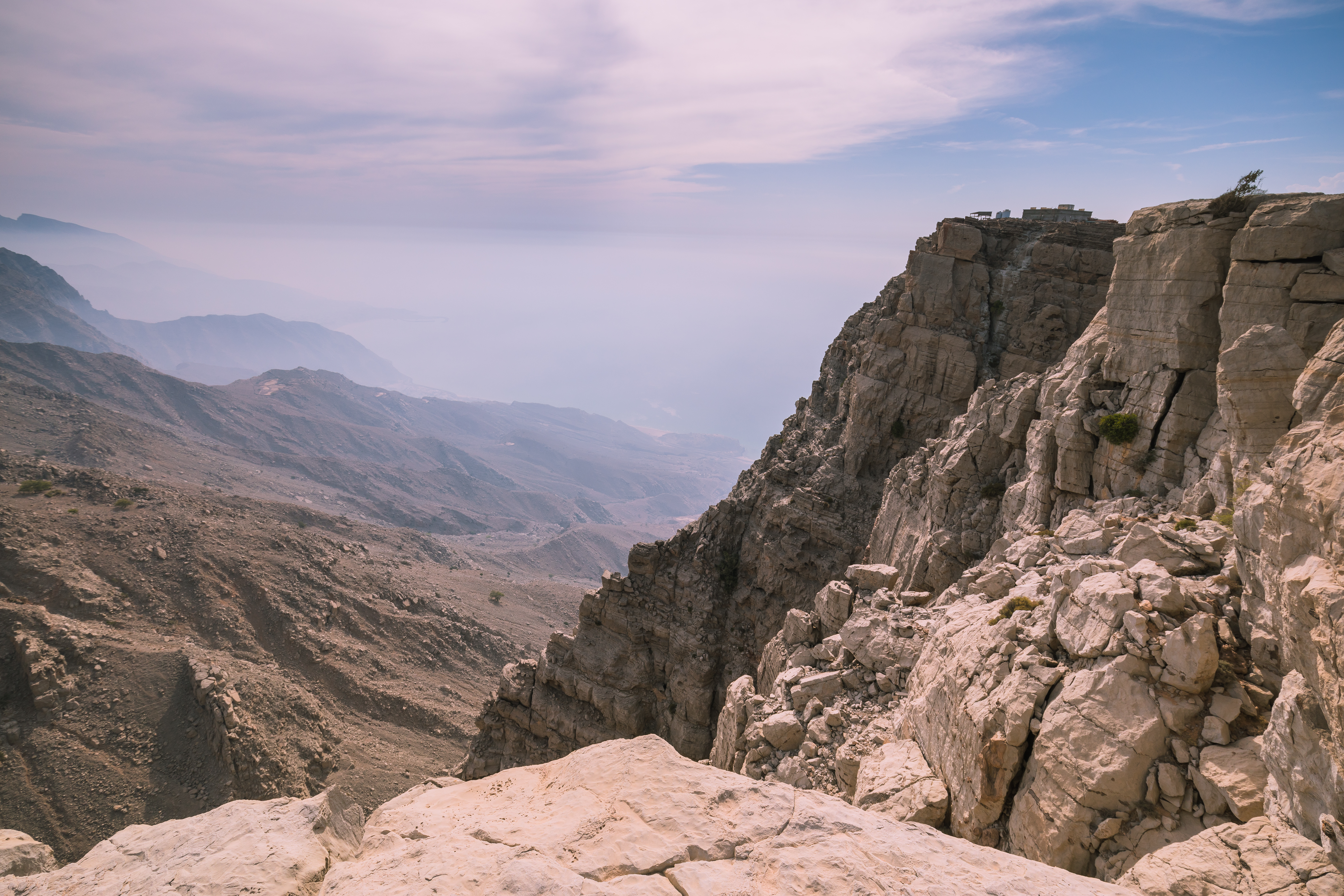
جبال الحجر في عُمان التي تشكلت خلال عصر الميوسين وهي جزء من سلسلة جبال زاغروس في إيران.

أهم ما يميز هذه السلسلة هي واجهاتها البحرية التي ترتفع مباشرة من السهل الساحلي الضيق المحصور بينها وبين الخليج العربي في الغرب والسهل الساحلي الضيق المحصور بينها وبين بحر عُمان في الجنوب الشرقي. تتكون هذه الواجهات من جروف صخرية وشواطئ رملية صغيرة وضيقة بالإضافة إلى مجموعة من الجزر الصغيرة التي تقع أمامها في عرض البحر مثل جزر سلامة وبناتها وأم الغنم والتي تمثل بعض الكتل الصخرية التي انفصلت عن الكتلة الجبلية الأم.
كما تتميز السلسلة بوجود عدد من الأودية الغارقة التي تشبه في مظهرها المورفولوجي الفيوردات في النرويج، وقد تكونت هذه الأودية نتيجة لتعرض القشرة الأرضية في شبه جزيرة مسندم إلى حركة هبوط رأسية باتجاه مضيق هرمز نتيجة لغوص صفيحة شبه جزيرة العرب تحت الصفيحة الآسيوية، الأمر الذي نتج عنه غرق مصبات الأودية التي تكونت في الفترات المطيرة السابقة، ومازالت حركة الغوص هذه مستمرة إلى الوقت الحاضر مما يدل على أنَّ المنطقة لم تصل بعد إلى مرحلة الاستقرار التكتوني.
يضاف إلى هذا مساهمة انصهار الجوامد الجليدية في العروض العليا في العصر الحديث وما تبعه من ارتفاع لمنسوب سطح البحر في غمر هذه الأودية وغرقها، ويدل على ذلك وجود الرواسب الفيضية الغارقة في قيعان الأخوار والتي من أهمها خور شم والحبلين وشيصاه.

#### جبال الحجر الشرقي

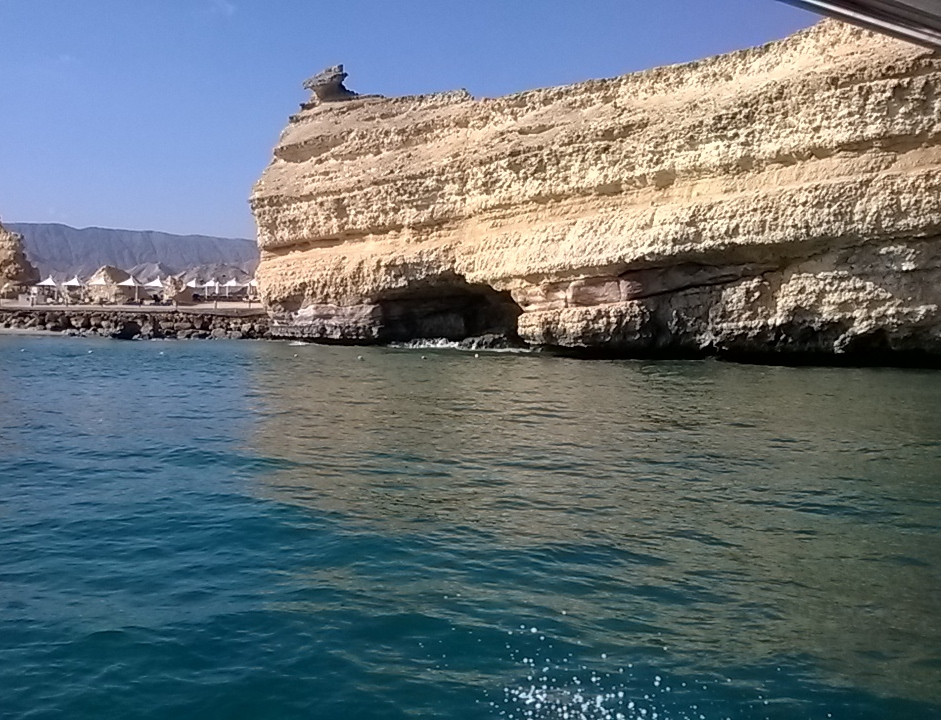
جرف صخري في عمان

تمتد مجموعة جبال الحجر الشرقي على شكل حواف صخرية تطل على بحر عُمان مباشرة دون سهول ساحلية واضحة إلَّا من بعض المراوح الفيضية المتفرقة مثل دلتا أودية قريات وصور وضباب. ورغم أنَّ جبال هذه السلسلة أقل ارتفاعًا من جبال الحجر الغربي، إلا أنه توجد بها بعض القمم الجبلية العالية مثل جبل خدر (2157 متر) وجبل المسفاة (1993 متر) وجبل أبو داوود (1185 متر) في قريات وجبل خميس (1059 متر) في جعلان.
تتكون سلسلة جبال الحجر الشرقي بشكل رئيسي من الصخور الجيرية والدولوميت التي تعود إلى العصر الثالث، وعلى طول خط الساحل المطل على بحر عُمان تظهر على جبال هذه السلسلة الكثير من أشكال النحت البحري مثل الأقواس والمسلات والجروف الصخرية، إلا أنَّ الأرصفة البحرية المرفوعة هي أبرز الأشكال التي تتميز بها هذه السلسلة خاصة في الجزء الواقع بين قريات في الشمال الغربي ورأس الحد في أقصى الشرق.
إنَّ وجود سلسلة متعاقبة من أرصفة النحت البحري المرفوعة على شكل مدرجات وبهذا الجلاء يجعل هذا الجزء من الساحل العماني متفردًا بهذه الظاهرة ليس فقط بالمقارنة مع سواحل السلطنة الأخرى وإنما أيضا بسواحل المناطق المجاورة. تظهر هذه الأرصفة البحرية الصخرية في أربعة مستويات متتالية الارتفاع وهي: الرصيف الأعلى والأقدم ويقع على منسوب 126 مترًا والرصيف الثاني على منسوب 85 مترًا والرصيف الثالث ويقع على منسوب 50 مترًا والرصيف الرابع ويقع على منسوب 20 مترًا فوق مستوى سطح البحر الحالي، وهناك رصيف خامس يقع على منسوب 10 أمتار فوق مستوى سطح البحر الحالي لكن لا تظهر منه سوى أجزاء متقطعة.
وهناك صفات مشتركة تُميز أرصفة النحت البحري في منطقة الدراسة تتمثل أنها تمتد موازية لخط الساحل الحالي، كما توجد أدلة على أثر العمليات البحرية في هذه الأرصفة تتمثل في بقايا الأقواس والمسلات البحرية المرفوعة، وكذلك بقايا قواقع بحرية منطمرة في تكويناتها. ورغم أنَّ نشأة هذه الأرصفة تعود بصورة رئيسية إلى نحت الأمواج في فترات ارتفاع منسوب سطح البحر أو انخفاضه التي تمت اثناء الفترات الجليدية والفترات ما بين الجليد المتعاقبة، إلا أنَّ مناسيبها الحالية تعود إلى عدة عوامل يأتي في مقدمتها عمليات الرفع التكتوني البطيئ الذي تعرضت إليه سواحل المنطقة الشرقية. وتشير الدراسات إلى أنَّ القشرة الأرضية تحت جبال شبه جزيرة مسندم لا زالت تشهد هبوطًا بطيئًا باتجاه مضيق حتى اليوم، وبالتالي فإنَّ القشرة الأرضية تحت جبال الحجر الشرقي تشهد عمليات رفع تكتوني بطيئ يعتقد أنه ما زال مستمرًا حتى اليوم.

### سلسلة جبال ظفار

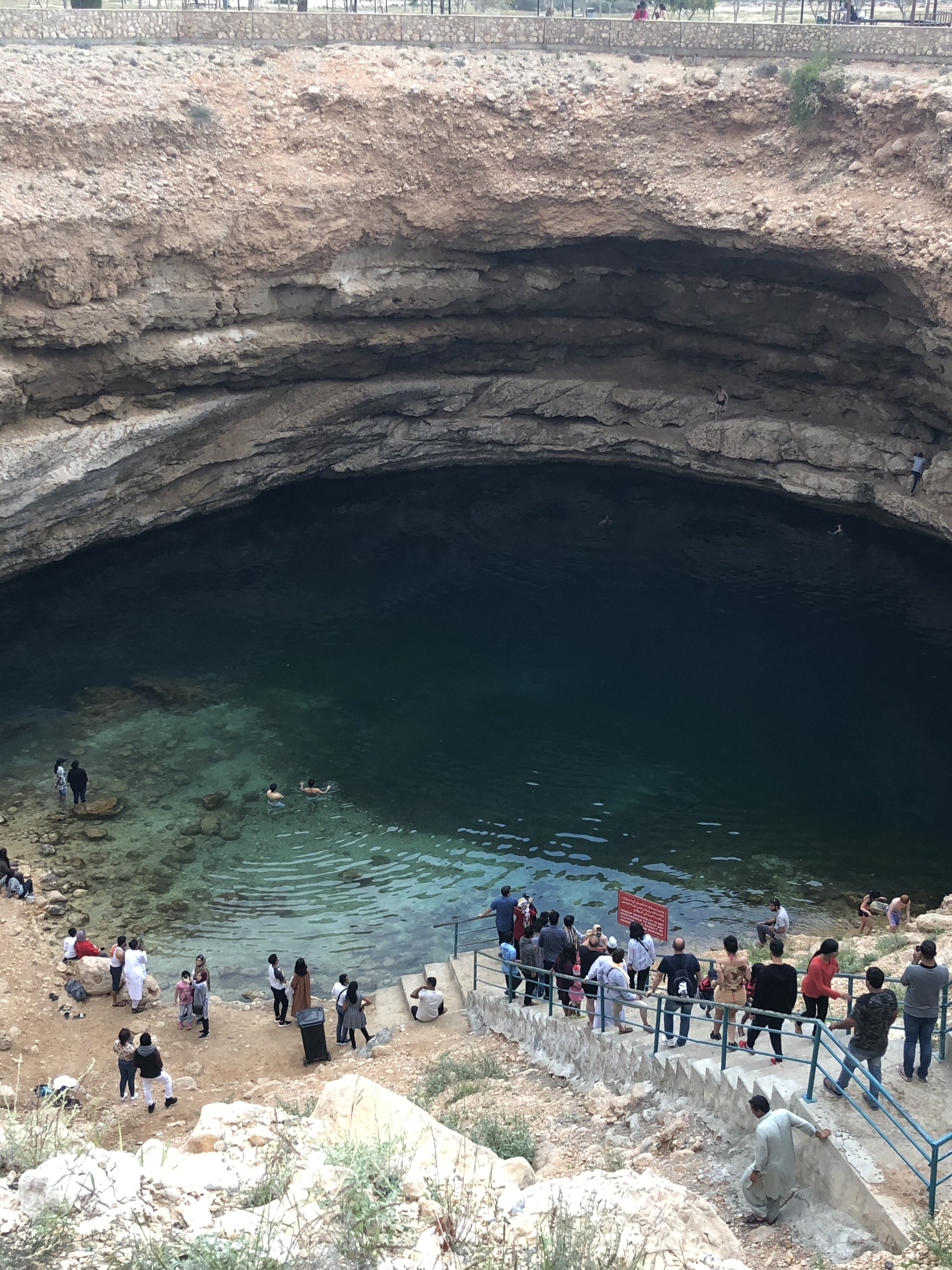
حفرة هوية نجم في منطقة ضباب في ولاية قريات بمحافظة مسقط، التي نتجت عن تآكل الصخور الجيرية تدريجيًا

تمتد سلسلة جبال ظفار على شكل قوس واسع لمسافة 290 كيلومتر بدأً من هضبة حضرموت في اليمن غربًا إلى التلال الساحلية في الجازر شرقًا. تتكون هذه السلسلة بصورة رئيسية من هضبة انكسارية [الإنجليزية] عريضة أُحادية الميل من الحجر الجيري، إذ تميل الحافة الجنوبية التي تمثل حافة الانكسار ميلًا شديدًا باتجاه بحر العرب. يتكون هذا الامتداد العرضي للهضبة من ثلاث كتل رئيسية يتوسطها جبل القرى الذي يبلغ ارتفاعه بين 250-850 متر، وجبل سمحان إلى الشرق منه وارتفاعه 1812 متر، وجبل القمر إلى الغرب منه وارتفاعه 1195 متر، وقد ساهم هذا الامتداد العرضي للهضبة في مواجهة الرياح الموسمية الجنوبية الغربية، الأمر الذي يؤدي إلى أنْ تفقد هذه الرياح معظم الرطوبة التي تحملها على السفوح الجنوبية وبالتالي تتوفر البيئة المناسبة لنمو غطاء نباتي ذي كثافة مميزة على هذه السفوح خاصة في موسم سقوط الأمطار، بينما تميل الأجزاء الشمالية من هذه الهضبة الانكسارية التي تشكل ظهرها ميلًا طفيفًا باتجاه صحراء الربع الخالي.
أمَّا من حيث التركيب الصخري فإن معظم صخور جبال ظفار من الحجر الجيري والجبس والطفل التي تعود إلى العصر الثالث رغم أنَّ منطقة مرباط وجبل سمحان توجد بها مكاشف لصخور الجرانيت. إنَّ انتشار الصخور الجيرية في هضبة ظفار والوفرة النسبية للتساقط تسبب في نشوء العديد من الظواهر الكارستية مثل الكهوف والنافورات البحرية والعيون المائية والمساقط والشلالات. تقطع سلسلة جبال ظفار عدد من الأودية باتجاه بحر العرب مثل وادي عدونب ونعر وجرزيز وصحنوت وارزات والقرم وسولي ودربات، وتحصر بينها وبين بحر العرب سهل صلالة الساحلي (الجربيب). أمَّا على الجانب المواجه للصحراء فتتحدر السلسلة انحدارًا هينًا باتجاه النجد، وما يميز هذا الجانب وجود عدد من الأودية الجافة مثل وادي باطنة وغدون وحلوف وضهبوت وعراف.
ونظرًا للارتفاع الكبير لهذه السلاسل الجبلية خاصة جبال الحجر وشدة انحدارها وكثرة التصدعات فيها فإن التعرية بفعل المياه الجارية هي الأكثر تشكيلًا لسطح الأرض، حيث يبدأ تكوين مجاري الأودية بأحجام صغيرة، ومع شدة النحت الرأسي والجانبي تتشكل مجاري الأودية الأكبر. وتنتشر الأودية (التي هي قيعان لأنهر جافة تسمح بتدفق المياه السطحية) في جميع أنحاء السلطنة، إلا أنَّ موقع وشكل وطبيعة هذه الأودية يختلف من مكان إلى آخر، حيث تحددها التراكيب الجيولوجي وطوبوغرافية السطح والظروف المناخية للمكان، والأودية في عُمان إما أنْ تنتهي في البحر عند خط الساحل أو في المنخفضات الصحراوية.
ورغم قلة كمية الأمطار السنوية التي تسقط في عمان، إلا أنَّ العواصف الرعدية التي تحدث بين فترة وأخرى تتسبب بحدوث سيول وفيضانات خطيرة ينتج عنها تدمير العديد من الطرق والبنى الأساسية والمنازل والمراكز التجارية، ويعود سبب شدة وكثافة هذه السيول والفيضانات في الأراضي الجافة بشكل عام إلى سقوط الأمطار في هيئة وابل في فترة زمنية قصيرة مع عدم نضج الأودية الجافة وشدة انحدارالقطاعات الطولية، إضافة إلى قلة الغطاء النباتي الذي لا يستوعب إلا كميات قليلة من المياه الجارية، وقد ازدادت الأخطار التدميرية لهذه الفيضانات في السنوات الأخيرة بسبب التوسع العمراني الذي طال كل مكان حتى مجاري الأودية.

## الكهوف
تنتشر الكهوف في مناطق عديدة من جبال الحجر الغربي والحجر الشرقي وجبال ظفار، ويعود السبب في انتشارها إلى التكوين الجيولوجي لهذه الجبال الذي يغلب عليه الصخور الجيرية، وإلى الفترات المطيرة التي سادت سلطنة عُمان وبخاصة في نهاية العصر الحديث الأقرب، إذ كان منسوب المياه الجوفية أعلى بكثير مما هو عليه الآن مما أدى إلى إذابة الصخور الجيرية وتكوين الكهوف. 

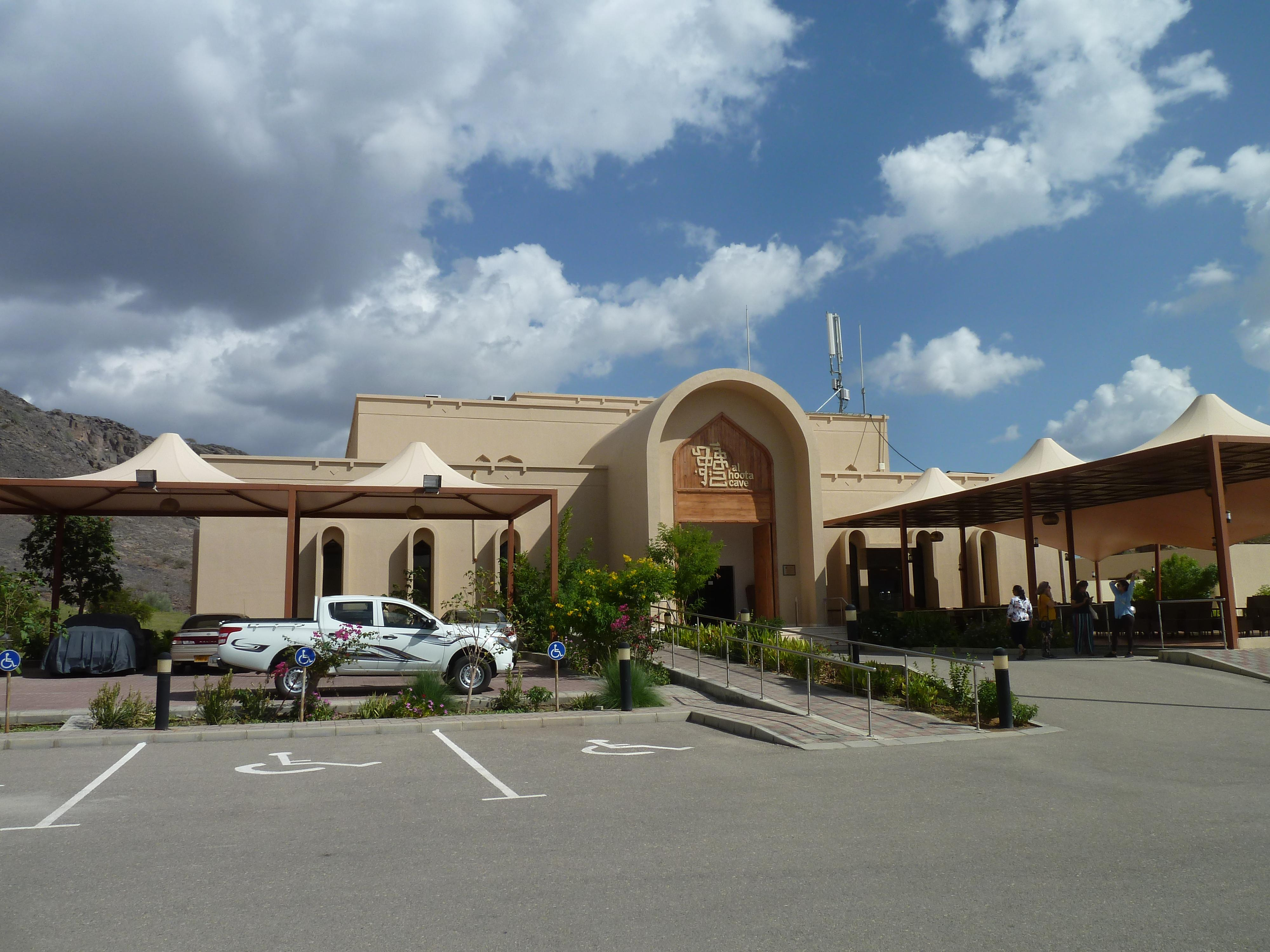
مدخل كهف الهوتة السياحي في ولاية الحمراء

تمتاز هذه الكهوف بأشكال وتراكيب صخرية متعددة مثل الصواعد والهوابط والستائر الكلسية التي استغرق تكوينها عشرات الآلاف من السنين، مما جعلها الوجهة المفضلة للمستكشفين والزوار خاصة محبي سياحة الكهوف، ومن هذه الكهوف (كهف الهوتة) في جبال الحجر الغربي الذي طورته إحدى الشركات العالمية المتخصصة ليصبح مزارًا سياحيًا للزوار من داخل عُمان وخارجها، وأيضا هناك (كهف مجلس الجن) الواقع في جبال الحجر الشرقي وهو أكبر مغارة طبيعية تحت الأرض في عُمان وثالث أكبر كهف في العالم.
كما تنتشر الكهوف في جبال ظفار خاصة في وادي دربات وهو أحد أكثر المناطق استقطابًا للزوار لما يحتويه من عناصر جذب سياحي تتمثل في وجود المناظر الطبيعية مثل البحيرات والشلالات الطبيعية (خاصة موسم سقوط الإمطار الموسمية) والكهوف والأقواس الصخرية.
تبلغ أعداد الكهوف المعروفة في عُمان حوالى 2000 كهف ومغارة، وتختلف أعدادها بين محافظة وأخرى حسب التكوين الصخري والظروف المناخية في كل محافظة. وتأتي محافظة ظفار في المرتبة الأولى من حيث أعداد الكهوف حيث تضم ثلث الكهوف في عُمان، ويعود السبب في ذلك إلى أنَّ غالبية التركيب الصخري لجبال ظفار هو الحجر الجيري، وبسبب ارتفاع منسوب المياه الجوفية نسبيا نتيجة تأثر المحافظة بالأمطار الموسمية الصيفية، مما يؤدي إلى إذابة الصخر الجيري وتكون الكهوف، تأتي بعد ذلك محافظات الباطنة والظاهرة والشرقية والداخلية المتاخمة لجبال شمال عمان.

## المناطق الجغرافية
تقسم المعالم الطبيعية البلاد إلى عدة مناطق جغرافية وهي من الشمال إلى الجنوب:

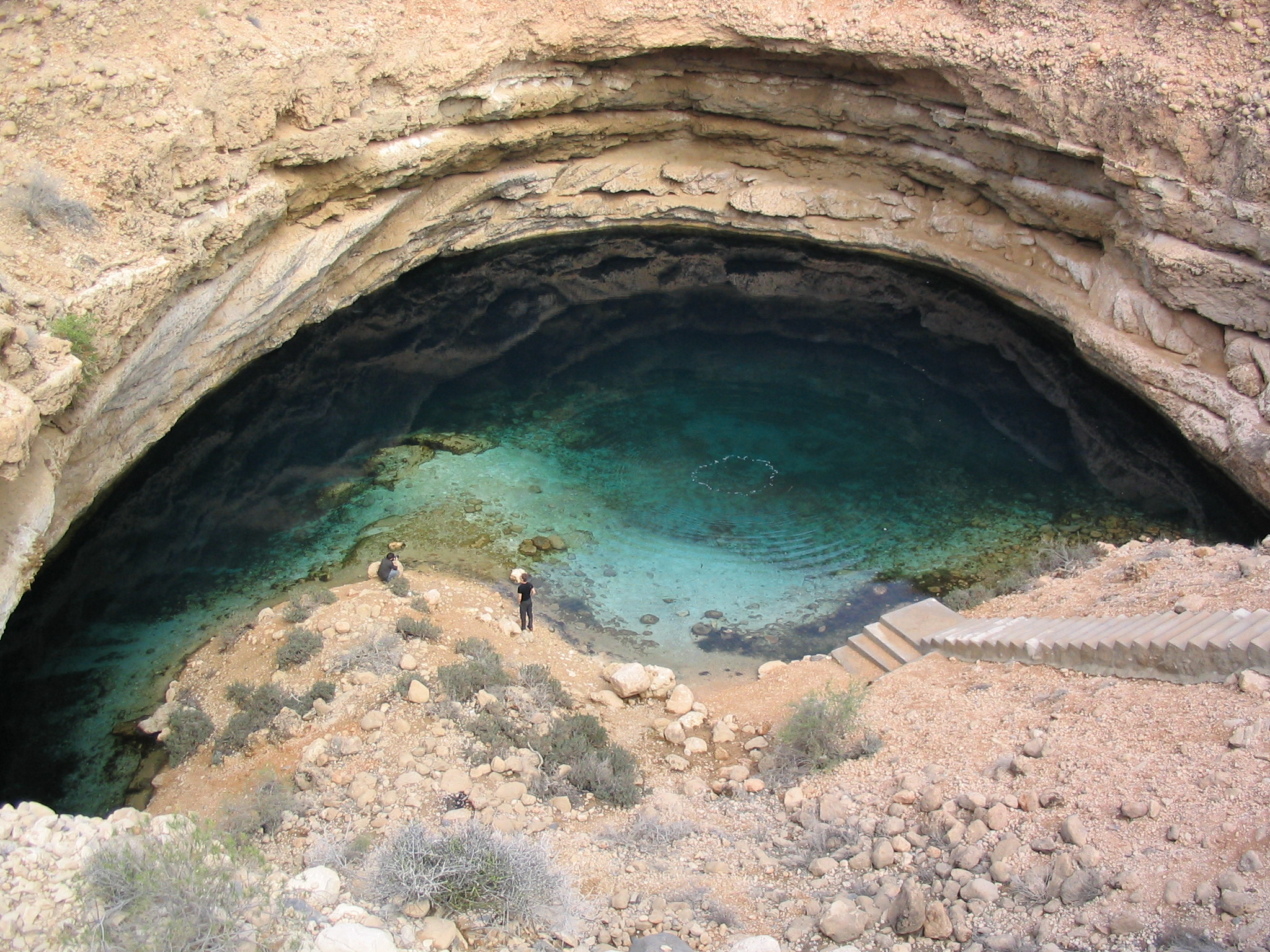
حفرة خسفية في سلطنة عُمان

### منطقة رؤوس الجبال (مسندم)
تقع مسندم في أقصى شمال البلاد وتفصلها أراضي دولة الإمارات العربية المتحدة عن بقية أجزاء سلطنة عُمان ولكن أول بقعة تشرق عليها الشمس هي قمة جبل شمس وهي أعلى نقطة في الخليج العربي وأطلق عليها هذا الاسم لأنها أول نقطة تشرق عليها الشمس في الجبل الأخضر بل في الوطن العربي كله. منطقة رؤوس الجبال متواجدة في شمال سلسلة جبال الحجر الغربي حيث تصب الجبال في مضيق هرمز مكونة جرف وشواطئ صخرية وتكثر الأخوار والأزقة البحرية والخلجان والجزر الصغيرة إلى درجة انه أطلق على المنطقة لقب «نرويج الشرق الأوسط» (النرويج تشتهر بالخلل - Fjords)

### منطقة ساحل الباطنة
ساحل الباطنة هو سهل خصيب يمتد بين جبال الحجر غربا وخليج عُمان شرقا وبين الحدود مع الإمارات (ولاية شناص) شمالا وولاية السيب جنوبا. يبلغ طول السهل 400 كلم وعرضه يتراوح بين 10 و50 كلم. تسقي الأرض عدة أودية تنحدر من جبال الحجر ولذلك فيعتبر ساحل الباطنة بمثابة بستان سلطنة عُمان حيث تزرع فيه التمر والموز والطماطم والعديد من الخضروات والفواكه

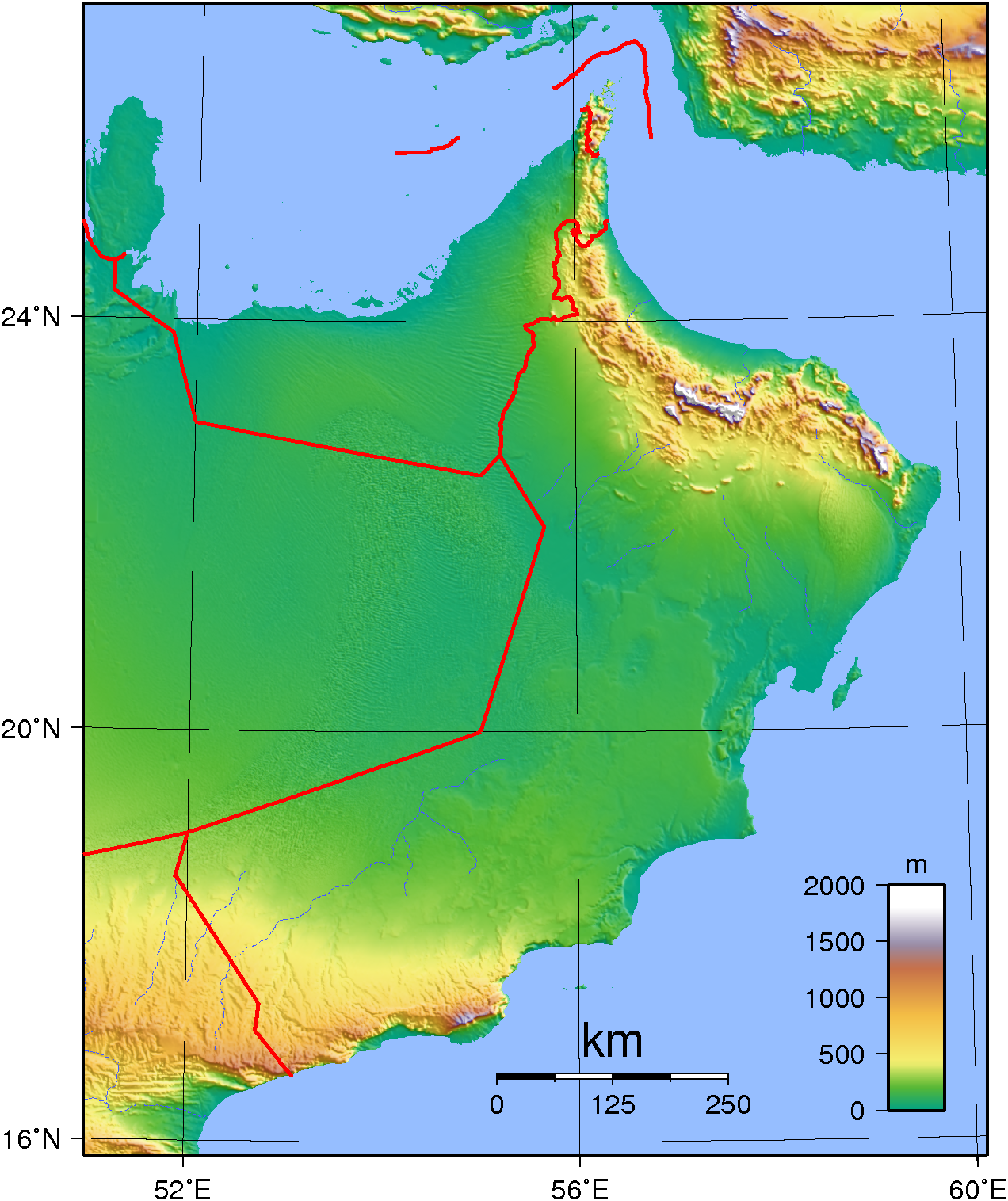
خريطة طوبوغرافية لسلطنة عُمان

### منطقة العاصمة مسقط
عبارة عن شريط ساحلي يمتد من ولاية السيب شمالا إلى رأس الحد جنوبا على مسافة طولها 175 كلم تقريبا. تكثر فيها الشواطئ الصخرية والجرف وتقل الأراضي الخصبة الصالحة للزراعة. مياه هذا الساحل عميقة تجعل الملاحة سهلة نسبيا. ولكن هناك عدد قليل من المرافئ الطبيعية أو مراس آمنة. تقع فيها مدينة مسقط عاصمة البلاد ومدن ساحلية أخرى مثل مطرح وقريات.

### منطقة سلسلة جبال الحجر
هي عبارة عن سلسلة جبلية تقع شمال سلطنة عُمان وتمتد من منطقة رؤوس الجبال بالقرب من مضيق هرمز إلى رأس الحد في المنطقة الشرقية من عُمان . وتكون شكل قوس عظيم يصل أقصى ارتفاع لها أكثر من 3000 متر في منطقة الجبل الأخضر. ويقسم وادي سمائل جبال الحجر إلى قسمين وهما: جبال الحجر الغربي وجبال الحجر الشرقي.

### منطقة السواحل الشرقية
شريط ساحلي يمتد من رأس الحد شمالا إلى منطقة جبال ظفار جنوبا وفيه تكثر المناظر الخلابة ويقل النشاط البشري الشيء الذي يسمح الحفاظ على الحياة البرية مثل السلحفاة الخضراء التي تتدفق على الشواطئ في الليل لكي تضع بيضها. ويوجد عدد من القرى الصغيرة يعتمد سكانها على الصيد البحري.

### منطقة وسط البلاد
تحتل وسط البلاد سهول منبسطة تمتد من جبال الحجر شمالا إلى جبال ظفار جنوبا ومن السواحل الشرقية لبحر العرب شرقا إلى الحدود السعودية غربا. الغطاء النباتي متناثر والنشاط البشري نادر في هذا الوسط الطبيعي المعادي. تغطي الكثبان الرملية غرب هذه المنطقة وتتحول إلى سهوب كلما اقتربنا من السواحل الشرقية.

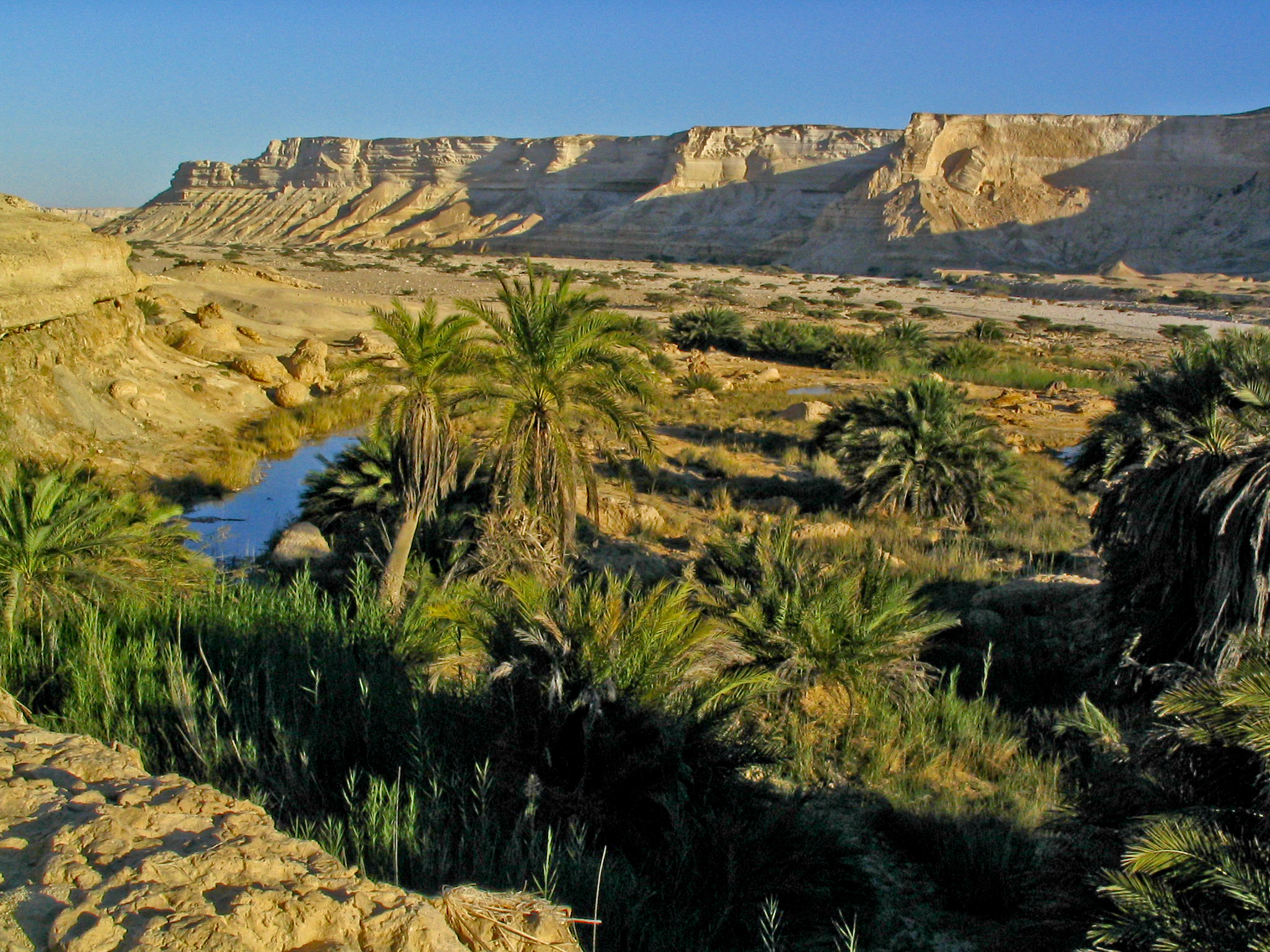
واحة في سلطنة عُمان

### منطقة ظفار
تقع منطقة ظفار في جنوب السلطنة، وتتصل بالمنطقة الوسطى من الشرق، واليمن من الجنوب الغربي وبحر العرب من الجنوب، وصحراء الربع الخالي من الشمال والشمال الغربي. وتتنوع التضاريس في هذه المنطقة حيث يمتد من منطقة ريسوت (غرب مدينة صلالة) إلى الأطراف الغربية لولاية طاقة سهل ساحلي خصب ذو مياه جوفية عذبة تهب الرياح الموسمية عليه من يونيو إلى سبتمبر مما يسبب هطول الأمطار وانتشار المراعي. وتقوم بحمايته من رمال الصحراء سلسلة جبلية تدعى جبال ظفار تمتد من الشرق إلى الغرب بطول 400 كم وتواجه بحر العرب. أمَّا باقي مساحة منطقة ظفار يغلب عليها نطاق صحراوي جاف الذي يتداخل مع صحراء الربع الخالي في الجزء الشمال الغربي.

### منطقة جزيرة مصيرة وجزر الحلانيات
تمتلك سلطنة عُمان عدد من الجزر في بحر العرب (المحيط الهندي) وهي جزيرة مصيرة وجزر الحلانيات. وتحتل موقعا جغرافيا استراتيجيا ولهذا السبب توجد قاعدة عسكرية على سطح جزيرة مصيرة استعملها البريطانيون حتى السبعينات وكذلك الجيش العُماني في إطار ثورة ظفار.

## المناخ
تتأثر حالة الطقس في سلطنة عمان على مدار العام إلى تدفق أربع كتل هوائية تحدد طبيعة مناخ السلطنة. ففي خلال فصل الشتاء تتدفق كتل هوائية قطبية / قارية وقطبية / بحرية، وخلال فصل الصيف تتدفق كتل هوائية مدارية / بحرية وكتل مدارية مدارية / قارية. ومع ارتفاع درجات الحرارة تصبح الجزيرة العربية مصدرًا لكتل هوائية مدارية / قارية من شأنها التأثير بشكل مباشر على حالة الطقس في سلطنة عمان.
الكتل الهوائية القطبية / القارية
مصدر هذه الكتل الهوائية القطبية / القارية التي تجتاح سلطنة عمان خلال فصل الشتاء (ديسمبر إلى فبراير) هو المرتفع الجوي السيبيري القادم من وسط القارة الأسوية. وتكون حركة الرياح في هذا النظام من الشمال الشرقية، وبسبب ذلك تكون السلطنة وجنوب غرب آسيا تحت تأثير رياح شمالية شرقية باردة وجافة، ويكون الجو في هذه الفترة خاليًا من السحب. وتتميز هذه الكتل ببرودتها خاصة بالقرب من سطح الأرض والناجم عن التبرد الأشعاعي الكبير الناتج عن عمليات الإنقلاب الحراري الذي يحدث خلال ليالي الشتاء الطويلة الباردة ذات السماء الصافية والرياح الساكنة، ففي الوضعية العادية تنخفض درجات الحرارة مع الإرتفاع لكن هذه الوضعية تنعكس في فصل الشتاء لتصبح الحرارة تزيد مع الإرتفاع انطلاقًا من سطح الأرض.
ومن نتائج الإنقلاب الحراري الشتوي انحصار طبقات هوائية باردة ملامسة لسطح الأرض تعلوها طبقات هوائية حارة مما يفرز حالة جوية مستقرة غير ملائمة لظهور السحب. ومن أهم ملامح الكتل الهوائية القطبية / القارية الشتوية على سلطنة عمان تواتر طقس بارد وجاف مع سماء منقشعة. وتلعب جبال زاغروس دورًا هامًا في حماية سلطنة عمان من موجات البرد التي تجتاح في العادة وسط القارة الآسوية، وفي حالات استثنائية ونتيجة لزيادة مفاجئة في قوة التيار الهوائي القطبي / القاري يمكن أن تظهر زخات مطرية على سواحل بحر عمان ناتجة عن عواصف رعدية، لأن الهواء البارد والجاف المصاحب للتيار القطبي / القاري يكون قد تشبع ببعض الرطوبة نتيجة لمرروه فوق المسطحات مائية لبحر عمان.

## الأقاليم المناخية
يعتبر مناخ عُمان بشكل عام حار وجاف في الداخل وحار ورطب على طول الساحل. غالبًا ما ترتفع درجات الحرارة في الصيف في العاصمة مسقط والمواقع الساحلية الأخرى إلى 110 درجة فهرنهايت (43 درجة مئوية) وتكون الرطوبة عالية، الشتاء معتدل الحرارة إذ يبلغ متوسط درجات الحرارة المنخفضة حوالي 63 درجة فهرنهايت (17 درجة مئوية). درجات الحرارة متشابهة في الداخل، وأكثر اعتدالًا في الارتفاعات العالية. تهيمن الرياح الموسمية الصيفية على ظفار، مما يجعل مناخ صلالة أكثر اعتدالًا من مناخ شمال عمان. هطول الأمطار في جميع أنحاء البلاد ضئيل للغاية، حيث يبلغ متوسطه حوالي 4 بوصات (100 ملم) سنويًا، على الرغم من أنَّ هطول الأمطار في الجبال يكون أكثر غزارة. تنقسم سلطنة عُمان إلى 4 مناطق مناخية وهي:
المناخ الصحراوي شديد الجفاف

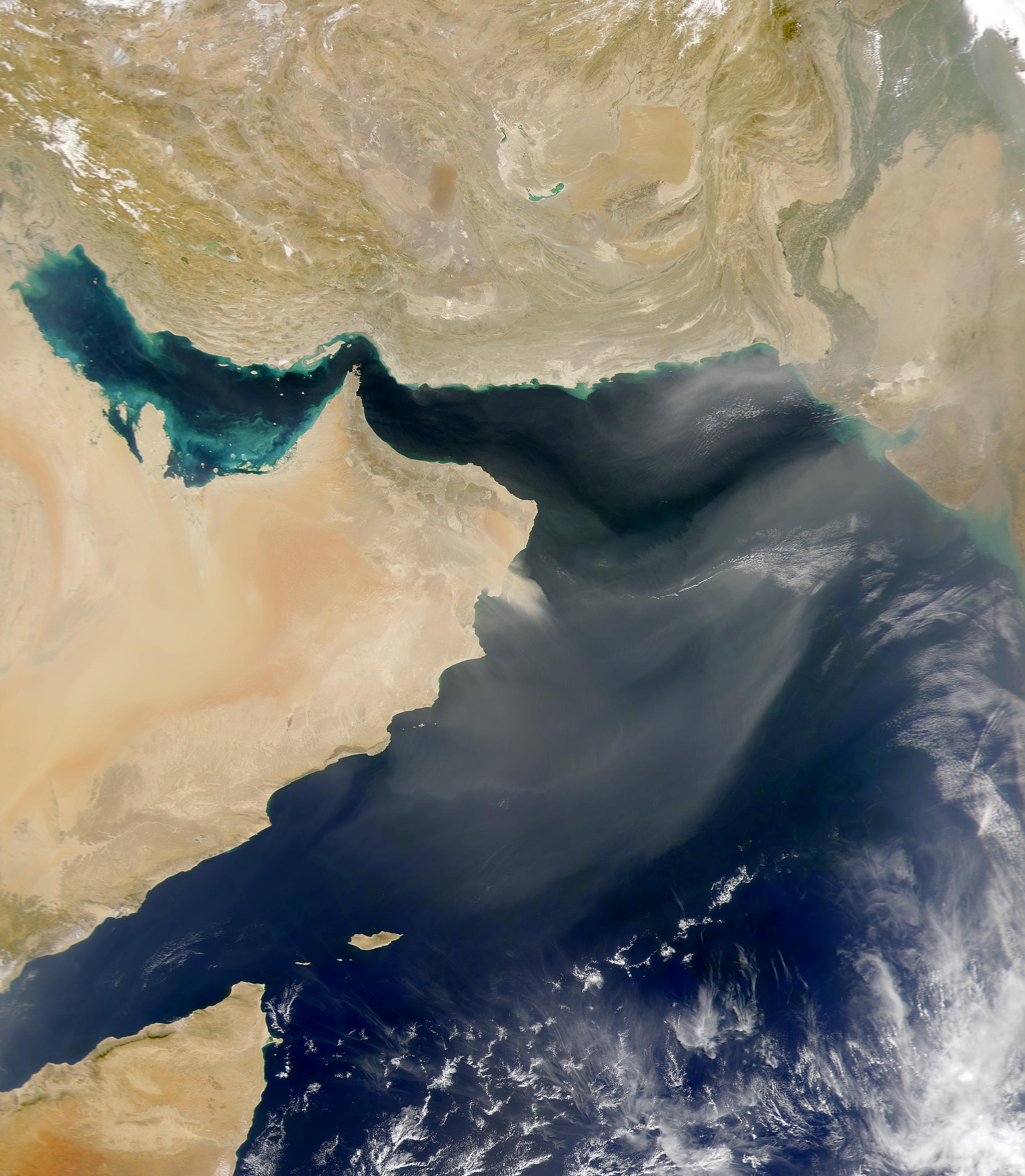
صورة القمر الصناعي لعاصفة رملية في سلطنة عُمان

يسود في إقليم وسط عُمان الممتد إلى الجنوب والغرب من جبال شمال عُمان وحتى مرتفعات ظفار في الجنوب، وتشمل السهول الحصوية الداخلية إضافة إلى الصحاري الرملية. ينتمي هذا الإقليم إلى أكثرالمناطق جفافًا في العالم وسط عُمان حيث صحراء الربع الخالي ورمال الشرقية والسهول الحصوية الوسطى الممتدة بين جبال الحجر وجبال ظفار وتتراوح معدلات درجات الحرارة بين 27-31 درجة مئوية، ولا تزيد كمية الأمطار السنوية عن 20 ملليميتر.
المناخ البحري الساحلي
يسود السهول الساحلية مثل سهل الباطنة الساحلي، ويعتبر هذا الإقليم من ضمن الأقاليم الجافة في العالم، ويتأثر بحركة الرياح المحلية (نسيم البر والبحر). أمَّا المعدلات السنوية لدرجات الحرارة فتتراوح بين 25-28 درجة مئوية، وترتقع معدلات الرطوبة النسبية في هذا الإقليم خاصة في فصل الصيف لتصل إلى 90% كما في ساحل الباطنة.
المناخ المداري الموسمي
يسود في مرتفعات ظفار في الأجزاء الجنوبية من عمان، تسقط الأمطار في هذا الإقليم في أشهر الصيف (يوليو وأغسطس)، ومصدر هذه الأمطار هو الرياح الموسمية الجنوبية الغربية التي تهب من بحر العرب والمحيط الهندي. وتتراوح كمية الأمطار الساقطة على مرتفعات ظفار بين 200-240 ملليميتر في السنة، 70% منها يسقط فصل الصيف، كما يصاحب ذلك انخفاض ملحوظ في درجات الحرارة وارتفاع في الرطوبة النسبية مما يؤدي إلى تكون الضباب والندى الذي يتكاثف على النباتات والأشجار خاصة في الليل وساعات الصباح الباكر، ويكون مصدرًا أساسيًا للماء اللازم للنباتات والحيوانات وللإنسان أيضًا.
المناخ الجبلي
ويسود في الأجزاء المرتفعة من سلسلة جبال الحجر الغربي التي يزيد ارتفاعها عن 3000 متر فوق سطح البحر مثل جبل شمس والجبل الأخضر حيث المعدلات السنوية لدرجات الحرارة 16-17 درجة مئوية، والمعدل السنوي لسقوط الأمطار 300 ملم تقريبًا.

## الصحارى

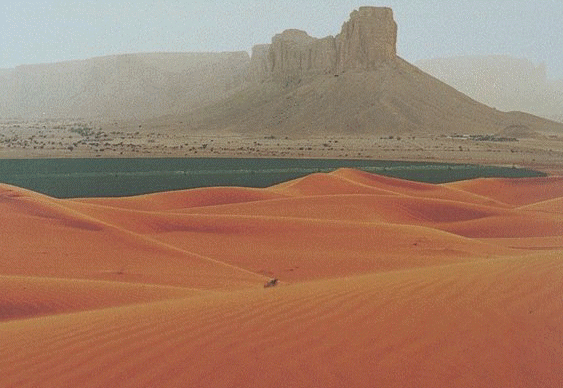
رمال النفود الكبير

تتميز صحاري عُمان بتنوع أشكالها وتدرجات ألوانها والحياة البرية فيها، وتعد معظم الأراضي في سلطنة عُمان أراضي صحراوية، ما عدا إقليم الجبل الأخضر، حيث يتميز باعتدال درجات الحرارة صيفا وبالبرودة الشديدة شتاءً، وكذلك السفوح الجنوبية من جبال ظفار، حيث تتباين درجات الجفاف في عُمان من إقليم إلى آخر، ويشير المتوسط السنوي من سقوط الأمطار في شمال عُمان إلى حوالي 136 مم، وتتباين الأمطار بين 50 إلى 150 مم على المناطق الساحلية، الصحاري هي عبارة عن منطقة جغرافية جافة تتصف بندرة المياه وقلة النباتات، وقلة الأمطار حيث يقل فيها المتوسط السنوي من قلة الأمطار عن 250 مم في السنة. تحد الصحاري العُمانية من الشمال سلسلة جبال الحجر ومن الجنوب جبال ظفار، وتمتد في الشرق لتعانق شواطئ بحر العرب، بينما تحاذيها في الغرب رمال الربع الخالي المترامية الأطراف. تشكل الصحراء الرملية والحجرية المساحة الأكبر في عُمان، حيث تبلغ نسبتها حوالي 82% من المساحة الكلية تقريبا، والتي تنتمي معظمها لمنطقة الربع الخالي. وترتفع إلى أكثر من 300 مم على جبال الحجر.
تتميز سلطنة عُمان من حيث تكون الصحاري فيها عن باقي الدول بعدة عوامل منها:
- وقوع معظم أراضي عُمان في مناطق ظل المطر، ممثلة في منطقة حوضية بين سلاسل جبال الحجر الشمالية والتي تعترض الرياح الشمالية المحملة بالامطار، وخصوصا في الشتاء.[24]
- وقوع بعض أراضي عُمان في وسط الكتل القارية، خاصة المناطق الحدودية لإقليم الربع الخالي والنجد، حيث تقع في وسط شبه الجزيرة العربية الواسعة مما يجعل المؤثرات المحيطة والقادمة من بحر العرب والبحر الأحمر لا تصل إليها.[24]
- استقامة السواحل الشرقية من عُمان والمطلة على بحر العرب، واختفاء السلاسل الجبلية، خاصة من رمال الشرقية.[24]
- وقوع معظم أقاليم عُمان في نطاق دائرة السرطان (33,5 شمالا) وهي الدائرة الأكثر ارتباطا بالنطاقات الصحراوية العالمية، ووقوع عُمان بين دائرتي عرض 16,39 و 26,30 شمال دائرة الاستواء جعلها من أكثر الأقاليم تطرفا من حيث الجفاف وارتفاع درجة الحرارة، وبما أنَّ دائرة السرطان تمر عبر مدينة مسقط فجميع الأجزاء الممتدة من مسقط حتى أقصى الجنوب تتعرض إلى تعامد الشمس مرتين في السنة، أثناء انتقالها من دائرة الاستواء إلى دائرة السرطان.[24]

التقسيم
تقسم الصحاري العُمانية إلى نوعين:
- الصحاري الداخلية تقع الصحاري الداخلية داخل القارات، ويمثلها في عُمان صحراء دهيث، وصحراء الربع الخالي، وتنشأ بسبب بعدها عن المسطحات المائية ووقوعها في مناطق ظل المطر، حيث تفصلها جبال الحجر وجبال ظفار عن المسطحات المائية القريبة، وتتصف الصحاري الداخلية بارتفاع درجة الحرارة والمدى الحراري الفصلي السنوي وبندرة الحياة النباتية والحيوانية فيها.[24][24]
- الصحاري الساحلية: تقع بجوار سواحل البحار والمحيطات، وتتميز باعتدال درجة الحرارة، وأجوائها اللطيفة وصغر المدى الحراري السنوي، ويضم هذا النوع من الصحاري الساحلية:

1. السواحل الشرقية المطلة على بحر العرب، مثل صحراء رمال الشرقية، حيث تتصف هذه الصحاري بانخفاض درجة الحرارة في الصيف، وأمطارها قليلة، وتكثر فيها الأشجار الصحراوية مثل أشجار السدر والسمر والغاف، وتعتمد على تسرب أخاديد الرياح الموسمية، وامتداد الأعاصير المدارية إلى داخل عُمان.
2. السواحل المطلة على بحر عُمان من شبه جزيرة مسندم إلى راس الحد، وتتميز بارتفاع نسبة الأمطارالشتوية مقارنة بالسواحل الشرقية المطلة على بحر العرب.
3. السواحل الجنوبية المطلة على بحر العرب، وتتميز باعتدال الحرارة وانتشار الضباب وسقوط الأمطار في الصيف.[24]

### الأشكال
تحتوي الصحراء العُمانية على عدد من الأشكال الأرضية مثل: التجمعات الرملية، والسهول الحصوية، والمسطحات الجيرية الصلبة، والمسطحات الطينية، كما وتحتوي على أشكال من الصحاري:
- صحراء العرق: حيث يطلق هذا الأسم على المناطق المغطاة بالتجمعات الرملية على اختلاف أشكالها، ويمثل هذا النوع من صحاري عُمان : صحاري رمال الشرقية، والربع الخالي، ودهيث.
- صحراء الحماد: وهي عبارة عن هضاب كلسية صوانية متواضعة الارتفاع، تمتد إلى عشرات ومئات الكيلومترات، وقد عرتها الرياح والسيول والفيضانات من الذرات الرملية الناعمة والرمال الخشنة، وتنتشر صحراء الحماد في المنطقة المحصورة بين سبخة أم السميم وهضاب نجد شمال حافة جبال ظفار، وبين سبخة أم السميم وهضبة الحقف التي تنحدر باتجاه بحر العرب شرقا، وتضم المسطحات الصخرية بجدة الحراسيس.
- صحراء الرق: يغطيها الحصى والحصباء، وتعتبر الرياح من أهم العوامل في تكوين صحراء الرق، وذلك من خلال نقل مكوناتها الناعمة وبقاء الصخور والحصى على سطح الصحاري، كما تقوم السيول بنقل حبيبات التربة والأحجار والجلاميد، وترسبها في قيعان المنخفضات والمقعرات الصحراوية، يوجد هذا النوع في المنطقة المحصورة بين جبال الحجر وجبال ظفار خاصة جنوب ولاية المضيبي وجنوب غربها، وباتجاه مصبات وادي عندام ووادي حلفين، وفي المسطحات على طول أودية مقشن وقتبيت.[24]

### السمات
يتصف التركيب الجيولوجي للصحاري العُمان ية بالتعقيد، ومعظم هذه الصحاري مناطق تضاريس قديمة ساد فيها مناخ قاري جاف إمتد من العصر الجيولوجي الباليوجيني (65 مليون سنة خلت)، وتوجد أشكال عدة للصحاري العُمانية كالتلال المنعزلة، والهضاب الجيرية المنحوتة بالرياح، والموائد الصحراوية، وعش الغرابن والياردانج. ونظرا لقلة الأمطار تتميز الصحاري العُمانية بندرة الغطاء النباتي إلا من بعض النباتات المتناثرة فيها من السمر والسدر والحشائش النجيلية المختلفة، ويعوض ندرة الغطاء النباتي فيها انتشار الواحات الزراعية من أبرزها: واحة بدية التي تقع في رمال الشرقية، وواحة سناو في ولاية المضيبي، وهي مناطق خصبة تستمد مياهها من الأفلاج والعيون والجداول والابار الارتوازية لتعويض قلة المياه الناتجة من قلة سقوط الأمطار فيها، وللقدرة على التأقلم والعيش في هذه الأماكن الصحراوية، كما يرافق ندرة الغطاء النباتي في المناطق الصحراوية وفرة الحيوانات التي تتحمل العطش، مثل الجمل والغزال والمها العربي والثعلب الأحمر والأرنب البري والذئب والقنفذ الصحراوي.

### الأهمية السياحية
تعتبر رمال الشرقية (وهي بحر من الرمال تمتد من محافظة شمال الشرقية مرورا بمحافظة جنوب الشرقية وصولا إلى محافظة الوسطى) من أجمل مناطق التخييم في السلطنة، وتتسع مساحتها لتصل إلى حوالي 10 آلاف كم مربع، تحتضن على رمالها حوالي 200 نوع، تتدرج فيها ألوان الرمال من الأحمر إلى البني على امتداد البصر، وتعد موطن البدو الأصلي، وتجذب العديد من محبي الصحراء، للتخييم وقضاء أوقات ممتعة، كركوب الخيل والجمال، ومسابقات للسيارات ذات الدفع الرباعي، ومشاهدة الشروق والغروب، والسمر تحت ضوء القمر.

## الموارد الطبيعية

### الموارد المائية

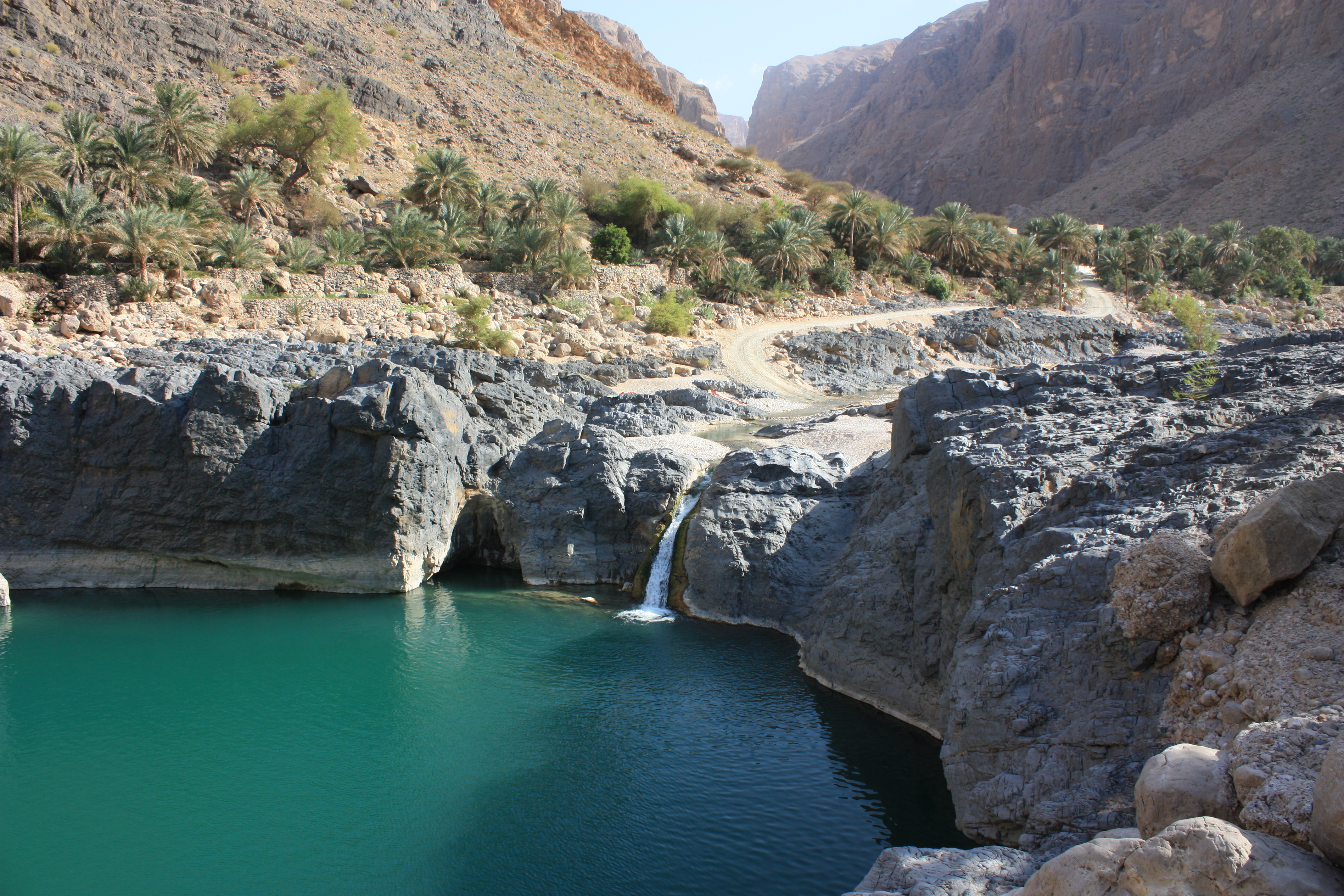
وادي السويح

تعتبر سلطنة عُمان من البلدان التي تعاني من ندرة الموارد المائية نسبة لوقوعها في نطاق المناطق الجافة التي تتصف بعدم استقرار الوضع المائي وندرة هطول الأمطار، حيث يبلغ المتوسط السنوي لهطول الأمطار حوالي 100 ملم يتراوح من 10 ملم بعض المناطق الصحراوية إلى 350 ملم المناطق الجبلية. وعلى الرغم من المناخ الجاف إلا أنَّ هطول الأمطار الغزيرة على المنحدرات الصخرية يتسبب في حدوث فيضانات كبيرة في بعض الأحيان وينتج عن ذلك فقدان كمية كبيرة من هذه المياه في البحر أو الصحراء، وتعتمد سلطنة عُمان بشكل رئيسي على الموارد التقليدية (المياه السطحية والأفلاج والينابيع والمياه الجوفية) والتي تزود عُمان باحتياجاتها المائية بنسبة 84%.
يبلغ إجمالي حجم المخزون الجوفي المتجدد (كمية التغذية الجوفية السنوية) حوالى 1295 مليون متر مكعب في العام، وتتلقى الخزانات الجوفية 70% من تغذيتها من خلال تسرب المياه السطحية وتتلقى الباقي مباشرة من مياه الأمطار، تحتل محافظة الباطنة المرتبة الأولى في توزيع كميات المياه المتجددة تليها الداخلية والظاهرة والشرقية وهوما يعكس مقدار التغذية الجوفية السنوية من الأجزاء الواقعة على سلسلة جبال الحجر الشرقي والغربي لتلك الأجزاء.
وقد شهدت السلطنة خلال الأعوام الماضية تحولاً كبيراً في نمط استخدامات المياه، إذ زاد استهلاك الأغراض المنزلية والصناعية والتجارية والسياحية بما يعادل أكثر من أربعة أضعاف، وتجاوز حجم استخدامات المياه خلال عام 2008 حوالي 400 مليون متر مكعب مقارنة بحوالى 86 مليون متر مكعب في عام 1998 ويعتبر القطاع الزراعي هو المستخدم الرئيسي للمياه حيث يبلغ إجمالي نسبة استهلاكه 78%.
ونظراً لقلة الأمطار التي تعتبر المورد الرئيسي للدورة المائية بالسلطنة مقارنة بازدياد الطلب على المياه وارتفاع معدل استهلاك المياه الجوفية فقد أصبح العجر المائي أمراً واقعا في كثير من المناطق بسبب هبوط منسوب المياه الجوفية وتدهور نوعيتها وجفاف كثير من الأفلاج والآبار ودخول مياه البحر إلى الخزانات الجوفية المتاخمة للسواحل. وبالمقارنة بين كميات المياه المتوفرة سنوياً المقدرة بحوالي 1052 مليون متر مكعب وكميات الإستهلاك البالغة 1430 مليون متر مكعب تكشف عن حجم العجز المائي الذي يقدر بحوالي 378 مليون متر مكعب وهو ما يعادل 25% من إجمالي الاستهلاك العام.

### الزراعة والثروة الحيوانية
تقدر مساحة الأراضي الصالحة للزراعة المروية بنحو 2,2 مليون هكتار، ولا تزيد المساحة المستصلحة والمتاحة حاليا للزراعة على 6% من إجمالي المساحة القابلة للزراعة، وتتركز هذه الأراضي في منطقة الباطنة بنسبة 43,6%، ويوجد في عُمان ما يقارب 8 ملايين نخلة، تشغل 44,7% من المساحة الكلية المخصصة للفاكهة وتنتج سنويا 200 ألف طن من التمور، وتغطي الأعلاف وبخاصة البرسيم مساحة 16,000 هكتار، ولكن الإنتاج السنوي المقدر ب 600,000 طن لا يكفي الأعداد المتنامية للثروة الحيوانية.

وادي بني خالد، في المنطقة الشرقيَّة، ناحية مسقط، في سلطنة عُمان

وقد تنامت في العقدين الماضيين ظاهرة التصحر نتيجة الاستتزاف الجائر للمياه الجوفية وسوء استخدام المياه السطحية وتملح الأراضي الزراعية الخصبة وتحرك الكثبان الرملية والرعي الجائر وقطع الأخشاب والزحف العمراني على الأراضي الزراعية، وتتجلى مظاهر التصحر من خلال تدهور للموارد الطبيعية المتجددة وغير المتجددة وتدهور أراضي المراعي الطبيعية وانخفاض الإنتاجية والإنتاج الزراعي وتضاؤل مساحات الأراضي الزراعية بسبب الامتداد العمراني وزحف الكثبان الرملية.
تنمو العديد من النباتات في عُمان، من أهمها شجرة النخيل وشجرة اللبان.
- النخيل: تعتبر جميع مناطق السلطنة مناسبة لزراعة النخيل غير أنَّ المشكلة تكمن في قلة الحشرات (مثل النحل) التي تساهم في تلقيح الأزهار وانتاج التمر، ومع ذلك فإنه ينمو في عُمان أكثر من 150 نوع من النخيل من بينها 20 ذات أهمية اقتصادية. هناك حسب الإحصاءات 4 نخلة لكل نسمة في سلطنة عُمان.[21]
- اللبان: لا يمكن زرعه فهو ينمو بصفة طبيعية وعشوائية في مناطق تتوفر فيها نوع خاص من الأرض والرطوبة. وفي عُمان نجده بالدرجة الأولى في منطقة الظفار في جنوب السلطنة. عرف اللبان منذ عصور ما قبل الميلاد وقد اعتمدت على تجارته عدة حضارات عربية ويعتبر اللبان العُماني من أجود أنواع اللبان عالميا.

تسخر السلطنة بثروة حيوانية كبيرة ومتنوعة فيها الناقه والذئب العربي (حيوان مهدد بالانقراض) والمها العربية (حيوان مهدد بالانقراض) والطهر العربي (حيوان مهدد بالانقراض) والقواع الصحراوية والسنوريات وأنواع من الثعبان والعقرب والطيور. وفي المياه العُمان ية، نجد السلحفاة الخضراء (حيوان مهدد بالانقراض) والدخس والحوت وسمك القرش.

### الثروة المعدنية
تحتوي سلطنة عُمان على ثروات معدنية متنوعة مثل النحاس والكروم والمنغنيز والذهب والرصاص والفضة والدولومايت والزنك والحجر الجيري والجبس والسليكا والكوبالت والحديد، وتعتبر سلطنة عُمان واحدة من أقدم دول العالم التي عرفت أعمال التنقيب والتعدين منذ نحو خمسة آلاف عام باستخراج النحاس من وادي الجزي في شمال البلاد، وبفضل التكنولوجيا المتطورة والتعاون مع دول عديدة لها خبرات طويلة في هذا المجال فقد شهدت عمليات التنقيب تطوراً كبيراً ومتواصلاً أمكن من خلالها اكتشاف مواقع جديدة ومعادن أخرى لم تكن مكتشفة من قبل.
وقد استخدمت السلطنة كل الوسائل العلمية والبحثية الحديثة بما في ذلك التصوير بالأقمار الصناعية وإعداد الخرائط الجيولوجية واستخدام الوسائل الجيوفيزيائية كقياس المغناطيسية الأرضية والإشعاع الذري واستخدام الطائرات المجهزة بأحدث أجهزة الرصد والتصوير في رصد وتحديد مواقع المعادن والصخور الاقتصادية والتكوينات الجيولوجية المختلفة وأدت عمليات البحث والتنقيب إلى اكتشاف معادن فلزية وخصوصاً في منطقة الجبل الأخضر في المنطقة الداخلية كما تم تحليل صخور اللزفينيت الموجودة في مناطق عديدة من شمال السلطنة والتي تبين احتواؤها على الذهب والفضة وعناصر أخرى ثمينة، بالإضافة إلى اكتشاف صخور الأفيوليت المشهورة عالمياً والتي تغطي جزءاً كبيراً من سلاسل الجبال العمانية. أمَّا أهم هذه المعادن ذات المردود الاقتصادي فهي:
النحاس: وهو أكثر المعادن استغلالًا في عُمان منذ القدم، إذ تشير الأدلة الأثرية إلى استغلال النحاس في عُمان خلال حضارة أم النار التي تعود إلى عام 2000 قبل الميلاد وكذلك في العصر البرونزي ووصلت قمة استغلاله وتعدينه في العصر الحديدي (1000 ق.م)، وقد أثبتت الوثائق السومرية أنَّ النحاس كان يأتي إليهم من عمان، وفي مقابل ذلك كان السومريون يدفعون ما يتوفر لديهم من سلع مثل الشعير والملابس والصوف وزيت السمسم. وتعتبر عُمان اليوم من دول العالم المعدنة للنحاس، وأهم أماكن استغلاله هي الأصيل وعرجة وبيضاء والزائكي والحيل والسافل، تحتوي مناجم الأصيل والبيضاء وعرجاء على كميات كبيرة من النحاس، وتعود أول شحنة تصدير من هذا المعدن إلى العام 1983 ومقدارها 500 طن متري، وتبلغ نسبة جودته 99,5% وهي من أعلى المعدلات في العالم، ويجري تصدير قسم كبير من الإنتاج إلى العديد من دول العالم.
الكروم: وهو ثاني أكثر المعادن إنتاجا في عُمان بعد النحاس، وتوجد خاماته في حزام صخور الافيوليت الموجودة في جبال عمان، وأكثر المواقع استغلالا هي تلك الواقعة في شمال غرب صحار. اكتتشف نحو 450 موقعًا للكروم تتوزع في العديد من مناطق سلطنة عمان، ويبلغ الاحتياطي من هذا المعدن نحو مليون طن متري.
المنجنيز: يتواجد هذا المعدن في صخور الحوسنة الرسوبية المرتبطة بأوفيوليت سمائل وقد تكون هذا المعدن حول الظهرات المحيطية التي تكونت فيها هذه الصخور كما هو الحال مع النحاس. توجد مواقع معدن المنجنيز في جنوب رأس الحد (خور جراما) متداخلة مع صخور الحجر الصواني والطفل، كما اكتشفت له مواقع في منطقة ابراء.

## معرض

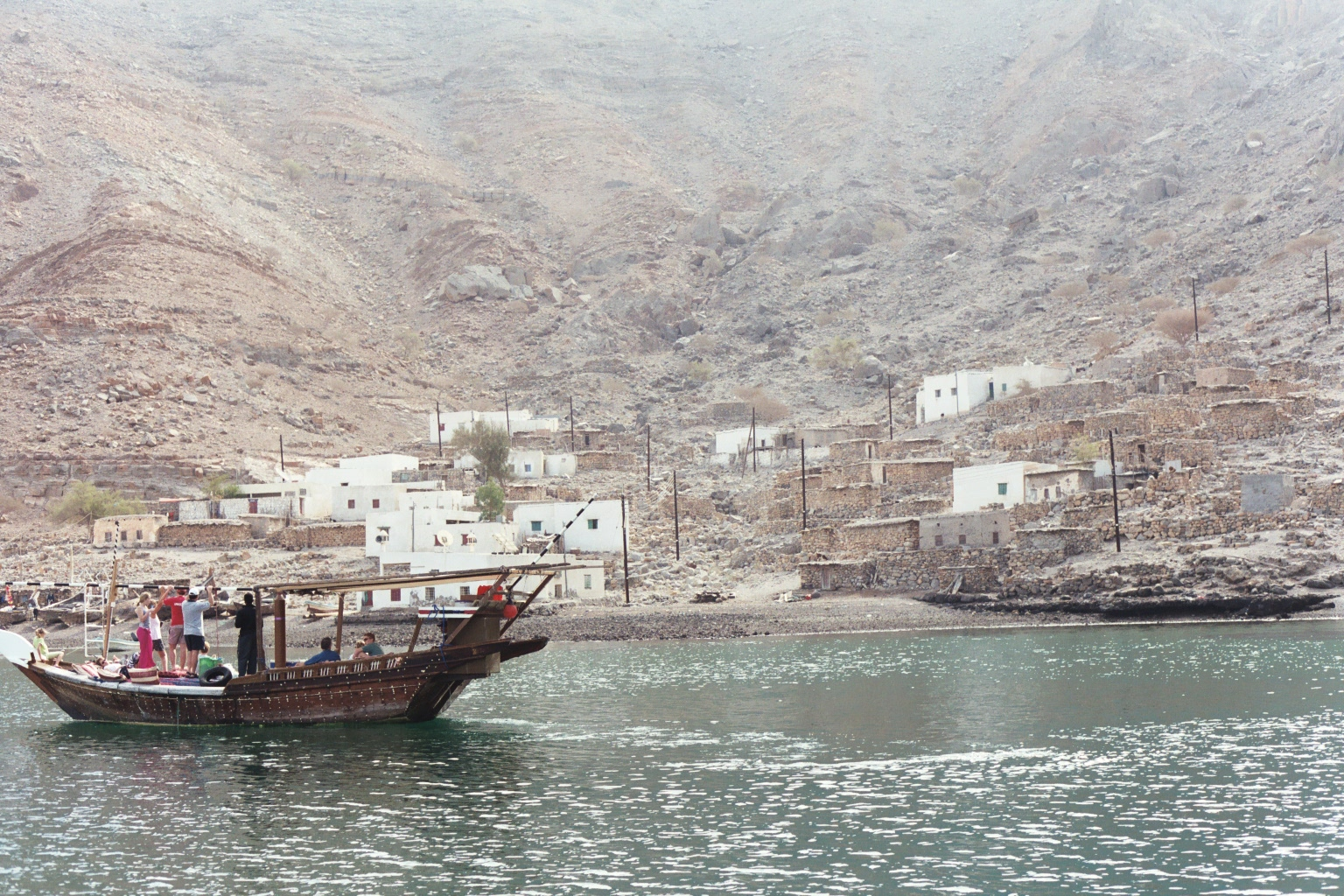
قرية في منطقة مسندم
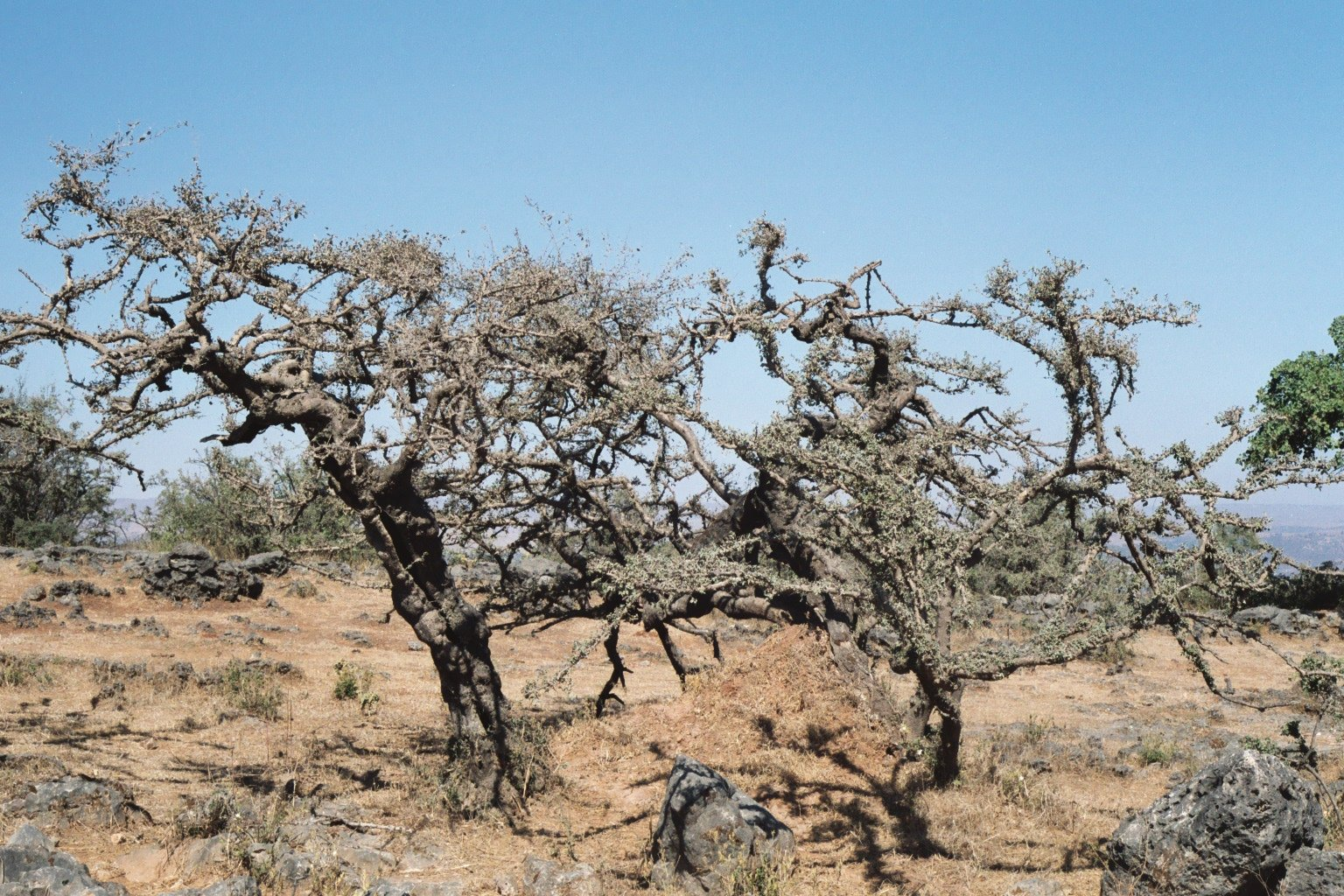
اللبان في محافظة ظفار
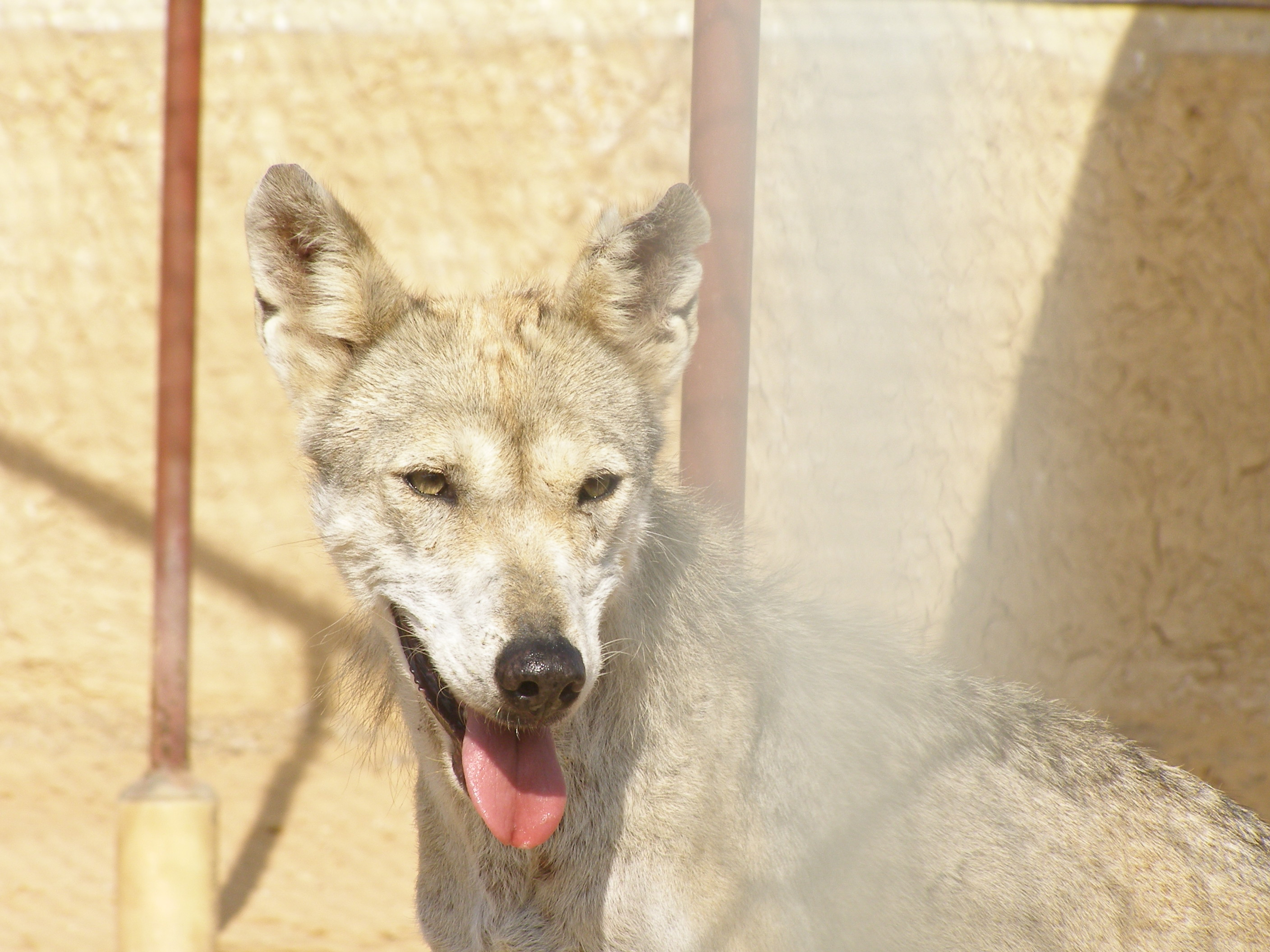
الذئب العربي حيوان مهدد بالانقراض
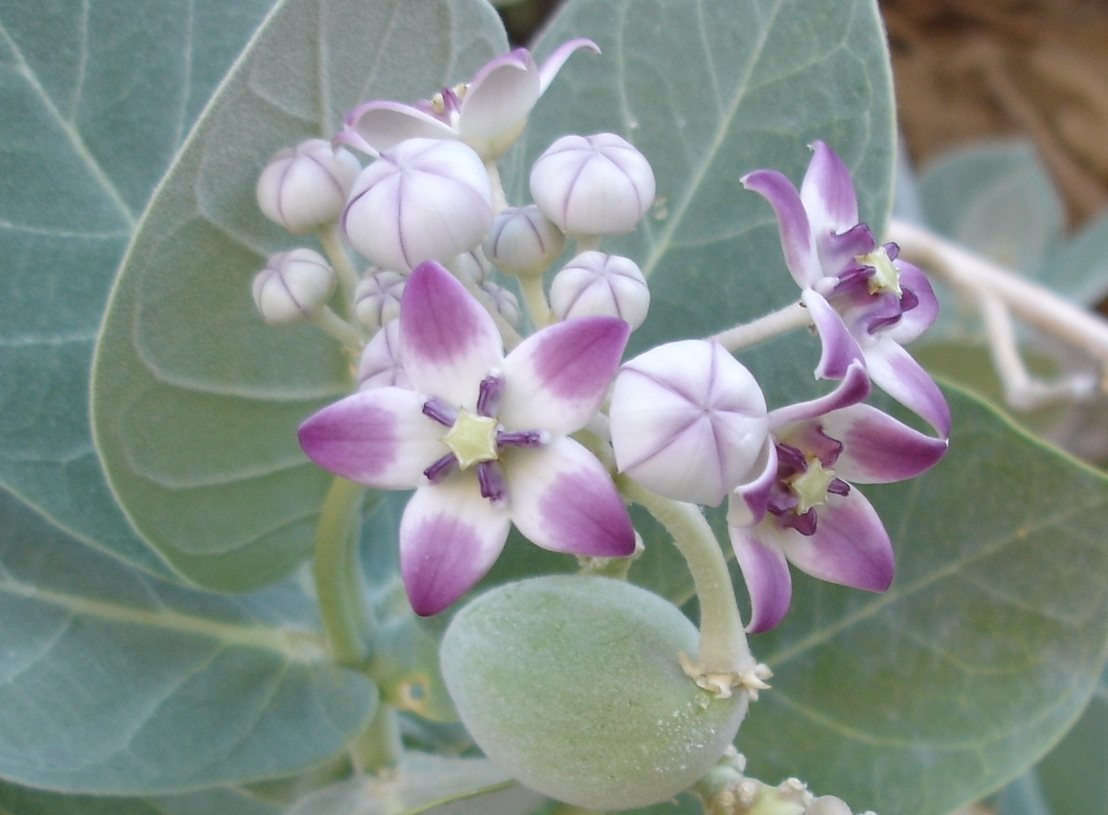
نبات في سلطنة عمان
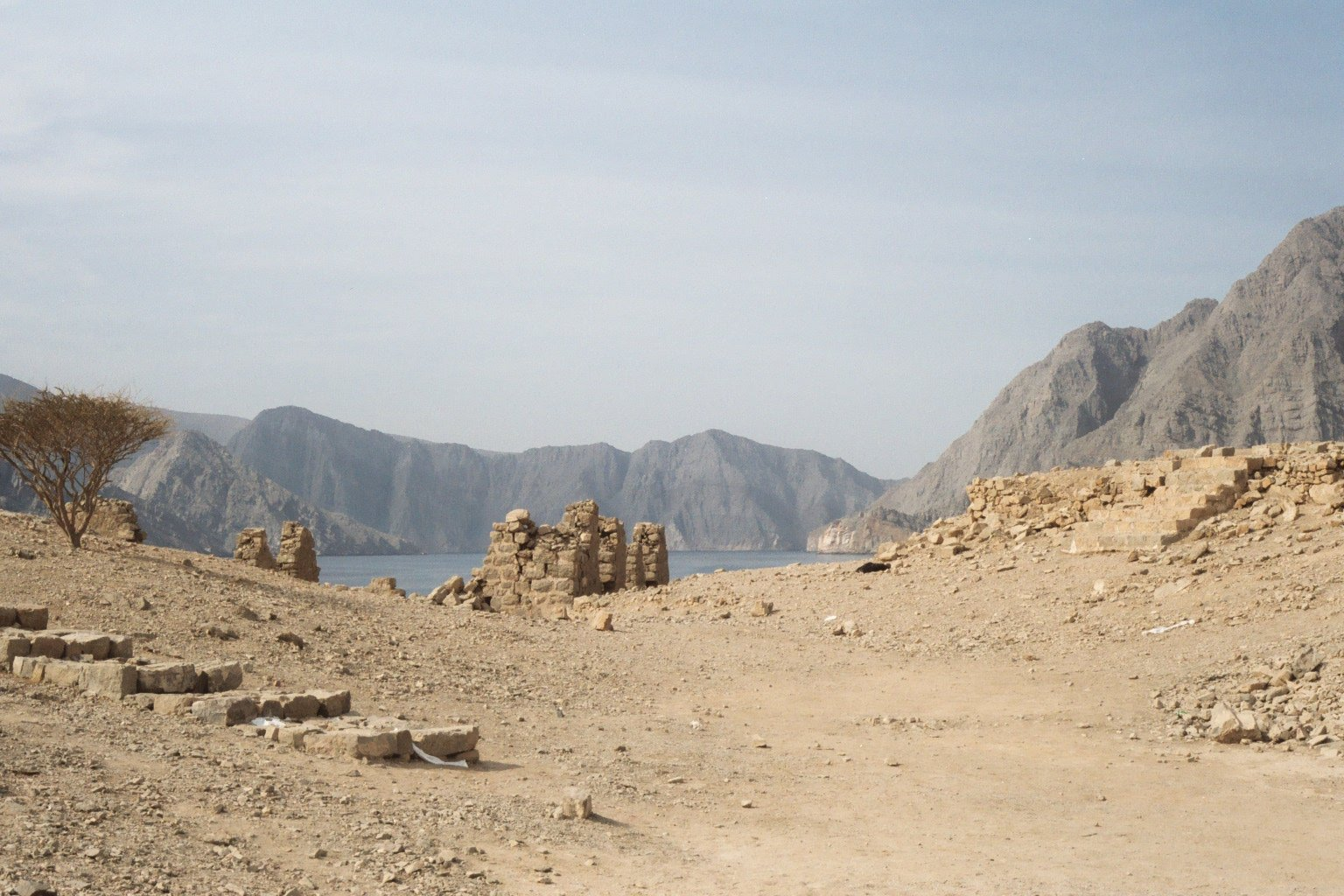
جزيرة في منطقة رؤوس الجبال
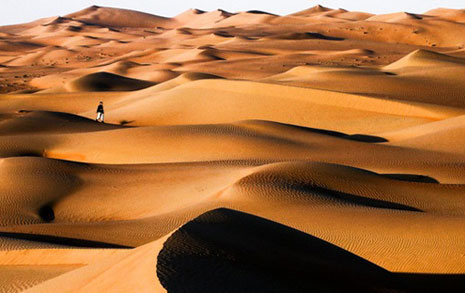
كثبان رملية في السلطنة
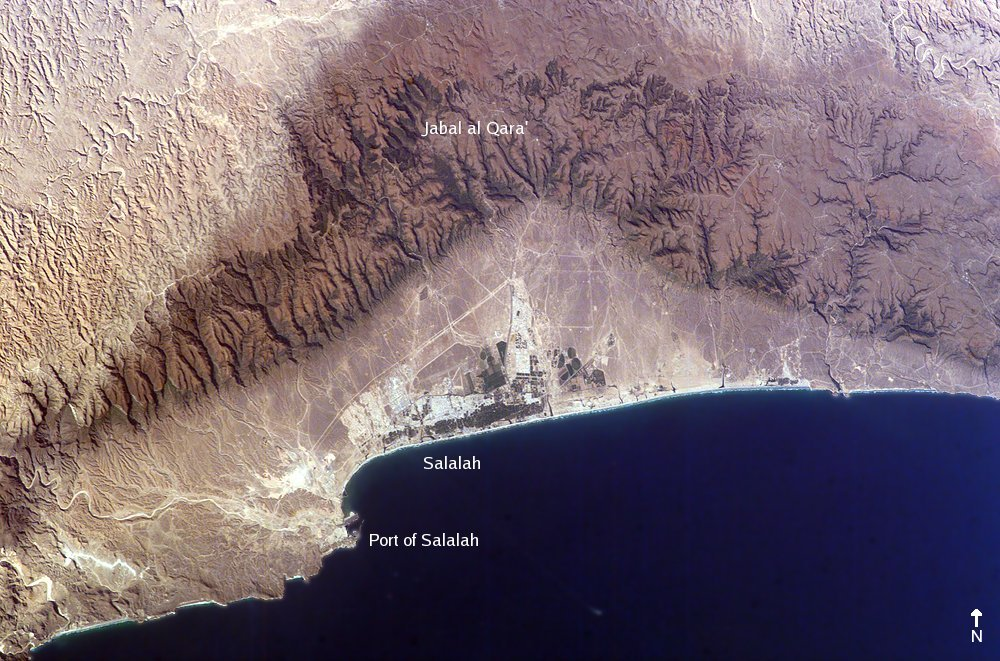
صور القمر الصناعي لمنطقة صلالة (منطقة ظفار)
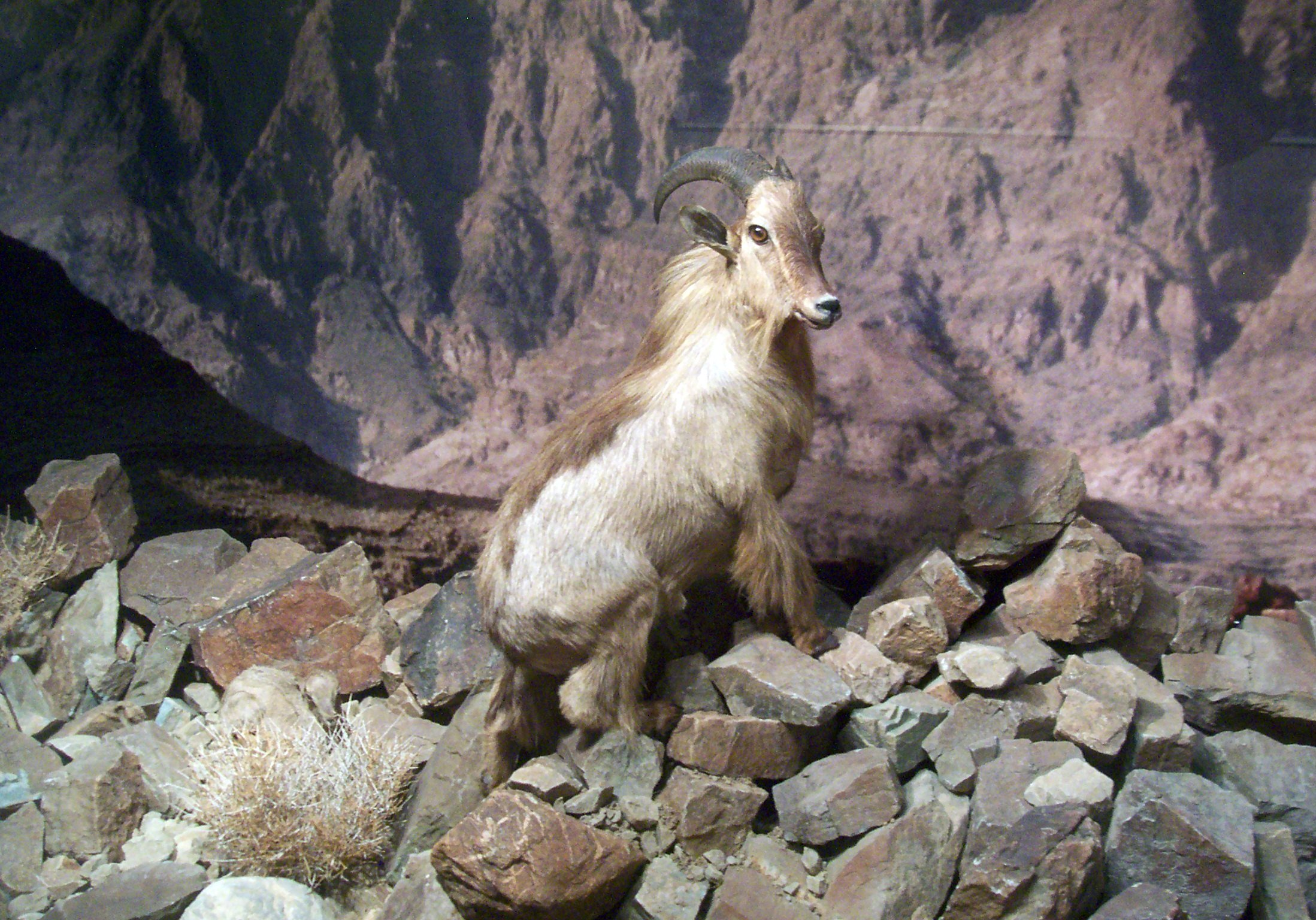
الطهر العربي، حيوان مهدد بالانقراض

## وصلات خارجية
- موقع Oman.de
- موقع Omanet.om
- صفحة سلطنة عُمان على موسوعة بريتانيكا